# Operazioni di polizia contro la 'ndrangheta
Questa lista è suscettibile di variazioni e potrebbe essere incompleta o non aggiornata.

Questo è un elenco delle operazioni delle forze di polizia italiane contro la 'ndrangheta, riportate in ordine cronologico.

## XX secolo

### Anni '70
- 1970 - Summit di Montalto, il giorno 2 ottobre 1970 viene pronunciata la sentenza[1] nei confronti di 72 soggetti appartenenti alla 'ndrangheta riunitesi il 26 ottobre del 1969 a Serro Juncari, località nel cuore dell'Aspromonte. In quella circostanza il gotha della 'ndrangheta agro-pastorale si raduna per discutere di nuove strategie, degli equilibri precari con i boss emergenti (De Stefano) e dell'alleanza con la destra eversiva, quella di Junio Valerio Borghese che progetterà, nel 1970 (la Rivolta di Reggio è scoppiata da alcuni mesi), il celebre golpe, poi fallito. Il summit sarà interrotto da un blitz delle forze dell'ordine coordinate dal commissario di Polizia, Alberto Sabatino.

### Anni '80
- 22 giugno 1985 - Operazione Notte di San Luigi condotta a Messina nei confronti di 290 presunti affiliati ai clan Costa, Cariolo, Ingemi e Milone ritenuti affiliati alla 'Ndrangheta reggina sulla base delle dichiarazioni del collaboratore di giustizia Giuseppe Insolito.[2][3][4]

### Anni '90
- 1991 - Operazione Angelo[5]
- 3 dicembre 1991 - Operazione Squalo, con cui l'allora procuratore di Palmi Agostino Cordova e il sostituto procuratore Francesco Neri fanno scattare 66 arresti e 131 indagati in varie città d'Italia nei confronti della 'ndrina Pesce di Rosarno e di molti esponenti locali e nazionali del PSI accusati di voto di scambio e di gestione in comune con il clan di loschi traffici di armi e droga.[6][7][8]
- 18 novembre 1992 - Operazione Leopardo condotta dalla DDA di Caltanissetta e dallo SCO della Polizia di Stato che porta all'emissione di 200 misure di custodia cautelare eseguite in tutta Italia sulla base delle dichiarazioni del collaboratore di giustizia Leonardo Messina; in manette finiscono anche esponenti della cosca capeggiata da Giuseppe Mazzaferro nella zona tra Como e Varese, accusati di essere trait d'union tra 'Ndrangheta e Cosa Nostra.[9][10][11]
- 14 ottobre 1993 - Operazione Nord - Sud della DIA di Milano contro le 'ndrine Papalia e Sergi che si conclude con l'arresto di 221 persone accusate dal collaboratore di giustizia Saverio Morabito, il quale svela i retroscena di 9 sequestri di persona (tra cui quelli di Cesare Casella e di Augusto Rancilio), 14 omicidi, traffici di droga e alleanze tra le 'ndrine e le cosche siciliane nel milanese, specialmente a Corsico, Buccinasco e Cesano Boscone.[12][13][14][15][16][17]
- 1993 - Operazione Zagara[5][18][19][20][21]
- 11 gennaio 1993 - Operazione Siderno Group[22][23]
- Il 13 maggio 1993 si conclude l'operazione Delta che porta all'arresto di 41 esponenti degli Arena, accusati oltre agli appalti, di traffico di armi e di droga in Brasile e Germania, contraffazione di denaro ed auto rubate. Le indagini dei Carabinieri hanno rivelato che Nicola Arena, a capo dell'omonima cosca, era in contatto diretto con Pietro Vernengo e Nitto Santapaola, boss della mafia siciliana.[24][25]
- 10 giugno 1993 - Operazione Wall Street, coordinata dal sostituto procuratore di Milano Armando Spataro con 140 arresti nei confronti delle 'ndrine Coco Trovato, Papalia, Flachi e Paviglianiti operanti nell'hinterland milanese[26][27][28].
- 1993 - Operazione Betulla condotta dalla Criminalpol e dalla DIA, disarticola un'organizzazione di affiliati alle cosche Zavettieri e Maesano-Pangallo insediatisi in Val d'Ossola.[29]
- 1993 - Operazione Tirreno condotta contro i Piromalli, i Molè, i Mancuso e gli Stillitano.[30][31]
- 24 giugno 1993 - Operazione Falco-Ghibli[32][33][34]
- 24 dicembre 1993 Operazione Angelo Due, la vigilia di natale in seguito al sequestro di 263 kg di cocaina, nel porto inglese di Felixtone, sono scattati gli arresti per traffico internazionale di stupefacenti per otre 10 persone, i boss del cartello colombiano di Cali, Don Ramon Jaule e Troquez Edgar (detto il nano), i due cugini Maniscalco della famiglia mafiosa dei Corso dei Mille di Palermo, nonché del finanziatori, il londinese Caltagirone e del siciliano Miccichè.
- 1994 - Operazione Notte dei fiori di San Vito, portata a termine dallo SCO e dalla Criminalpol della Polizia di Stato, che porta all'arresto di 360 persone tra le province di Milano, Como, Varese, Brescia, oltre che in Calabria e Sicilia[35][36][37][38][39][40].
- 1994 - Operazione Isola felice, del ROS dei Carabinieri contro i Bellocco[41][42].
- 2 febbraio 1994 e termina il 15 dicembre 1995 - Operazione Riace condotta dall'Esercito Italiano, furono impiegati complessivamente "1350 uomini, inquadrati in due reggimenti a loro volta articolati in 5 settori di gruppo tattico per lo sviluppo delle attività di controllo".
- 25 febbraio 1994 - Operazione Assi contro i Gallace.[43][44][45][46]
- 10 maggio 1994 - Operazione Belgio, che prende il nome da via Belgioioso a Milano, quartier generale della 'ndrina Serraino-Di Giovine, e portata a termine dalla Polizia di Stato nei confronti di 120 persone accusate di essere affiliati ai Di Giovine nel traffico di droga ed armi.[47]
- Il 29 agosto 1994 si conclude l'operazione Apollo che porta all'arresto di 15 presunti esponenti degli Arena, accusati di estorsione. L'inchiesta ha inoltre permesso di individuare gli autori dell'omicidio di Francesco Comito, avvenuto l'8 agosto 1991, a Taverna, nell'ambito di una faida contro la famiglia Maesano; e di Mario Dardano, avvenuto il 2 settembre 1991 a Belcastro.[48][49][50]
- 10 ottobre 1994 - Operazione Garden[51][52][53][54][55]
- 1995 - Operazione Faggio coordinata dalla DDA di Catanzaro che fa luce sulla cruenta faida dei boschi scoppiata negli anni settanta, dove vengono coinvolte in particolare le famiglie dei Vallelunga, Turrà da una parte e dall'altra gli Emanuele, Nardo e Ciconte.[56][57][58][59]
- Il 14 febbraio 1995 si conclude l'operazione San Valentino che porta all'arresto di numerosi esponenti accusati di traffico internazionale di armi tra cui il boss Carmine Arena, nipote di Nicola e ritenuto il reggente dell'omonima cosca.[60][61]
- Nel 1995 si conclude l'operazione Fortaleza che porta all'arresto diverse persone affiliate ai Morabito tra cui Rocco Morabito per un traffico di cocaina tra il Brasile e l'Italia.[62]
- 19 aprile 1995 - Operazione Sorgente contro i Romeo.[63][64]
- 1º luglio 1995 - Operazione Galassia[65][66][67][68][69][70][71][72][73][74]
- 18 luglio 1995 - Operazione Olimpia, preceduta da due anni di indagini della Direzione distrettuale antimafia di Reggio Calabria, cui diedero un importante contributo i collaboratori di giustizia Filippo Barreca e Giacomo Ubaldo Lauro, si concluse con 317 ordinanze di custodia cautelare che colpirono le 'ndrine De Stefano, Iamonte, Latella, Libri, Lo Giudice, Imerti, Mazzaferro, Piromalli, Rosmini, Tegano e Ursino.[75][76]
- 1996-1998 - Operazione Jumbo, traffico di droga tra la Colombia, l'Italia e la Svizzera.[77]
- 1996-1998 - Operazione Decollo[77]
- 1996-1998 - Operazione Eraldo[77]
- 18 aprile 1996 - Operazione Rose Rosse contro gli Iamonte.[78][79]
- 29 giugno 1996 - Operazione Taurus[80][81][82][83][84][85][86]
- 27 novembre 1996 - Operazione Fiori della notte di San Vito 2[87][88]
- 1997 - Operazione Mangusta
- 1997 - Operazione Elianto della DIA[89][90][91][92]
- 1997 - Operazione Tuareg fa luce sulla Faida di Motticella.[93][94][95][96]
- Il 12 aprile 1997 con l'operazione Candelario (dal nome di un quartiere di Bogotà), fermano un traffico internazionale di droga, con 28 arresti, che partiva da Bogotà, passava per Nizza e Madrid e finiva a Seregno in Lombardia.[97]
- Il 4 luglio 1997 nell'operazione Domingo viene arrestato per una seconda volta Domenico Trimboli per traffico di droga internazionale con una condanna di 12 anni di carcere.[98]
- 31 ottobre 1997: Operazione Primavera contro i Cataldo e i Cordì.[99]
- 1998 - Operazione Windshear
- 11 aprile 1998 - Operazione Tuareg 2[100][101]
- 5 dicembre 1998: Operazione Primavera 2 contro i Cordì.[102]
- Dal 5 marzo 1994 al 22 marzo 1995 - Operazione Cartagine che ha portato all'arresto di 95 persone affiliate ai Mazzaferro, Morabito, Barbaro, Pesce, Cataldo e Ierinò per traffico internazionale di droga in collaborazione con i siciliani Cuntrera-Caruana e il Cartello di Cali.[103][104]
- Operazione Count Down
- Operazione Hoca Tuca
- Operazione Fine
- 15 aprile 1999 - Operazione Mangusta 2[105]
- 1999 - Operazione Asso condotta dal Commissariato di Polizia di Domodossola e dal Comando Provinciale Carabinieri di Verbania, arrestati 28 soggetti affiliati alle cosche Zavettieri e Maesano-Pangallo, che stavano riorganizzando un locale di 'ndrangheta in Val d'Ossola.[106]

## XXI secolo

### Dal 2000 al 2010
- 2000 - Operazione Bluff[107]
- 2000 - Operazione Tamburo
- 19 luglio 2000 - Operazione Primaluce blocca la Faida di Sant'Ilario tra i D'Agostino e i Belcastro-Romeo.[108][109]
- Il 15 gennaio 2000 viene arrestato il sindaco di Dasà Luciano Scaturchio, a conclusione dell'operazione Tuono.[110]
- 14 settembre 2000 - Operazione Scilla contro gli Iamonte.[111]
- 19 dicembre 2000 - Operazione Scacco Matto contro la cosca Grande Aracri e Nicoscia, tra cui viene arrestato il capobastone Pasquale Nicoscia.[112]
- 2001 - Operazione Galloway-Tiburon condotta dalla Polizia di Stato - Sezione Criminalità Organizzata di Campobasso, dalla Guardia di Finanza di Milano, la D.E.A. statunitense e la polizia colombiana, coordinata dalle Procure di Campobasso e Reggio Calabria. L'operazione porta all'arresto dell'imprenditore romano Giorgio Sale, referente e riciclatore di denaro in Europa, del leader mondiale del narcotraffico sulla rotta Colombia-Calabria: Salvatore Mancuso Gómez, nonché capo indiscusso delle forze paramilitari colombiani AUC.[113]
- 2001 - Operazione 'Nduja condotta a Brescia contro la 'ndrina dei Bellocco.[114]
- 2002 - Operazione Tallone d'Achille coordinata dalla DDA di Reggio Calabria contro le cosche Bellocco, Piromalli, Gallico accusate di associazione mafiosa, estorsione, armi. Le indagini hanno preso il via dopo le dichiarazioni dell'imprenditore Gaetano Saffioti.
- 13 febbraio 2002 - Operazione Sant'Ambrogio.[115]
- 10 luglio 2002 - Operazione Star Price contro i Pranno e i Muto.[116]
- 7 gennaio 2003 - Operazione Prima contro gli Anello-Fruci e i Vallelunga.[117][118][119][120]

- ottobre 2003 - Operazione Dinasty - Affari di famiglia condotta dalla squadra mobile di Vibo Valentia contro uno dei clan più potenti della 'ndrangheta: I Mancuso di Limbadi ma anche contro altre cosche del vibonese considerate subordinate ai Mancuso.[121][122][123][124]
- 2003 - Operazione Lampo contro i Mancuso.
- 12 novembre 2003 - Operazione Marine condotta a Platì contro la cosca dei Barbaro, Trimboli, Sergi e Romeo.
- 2004 - Operazione Decollo rivela un traffico di droga tra Sud America, Europa e Australia. La droga arrivava al Porto di Gioia Tauro in lastre di marmo. Parte del denaro fruttato da questo traffico si scoprì che alcuni affiliati di una 'ndrina di Gioiosa Jonica tentarono di riciclarlo con una falsa vincita al Superenalotto.[125][126][127][128]
- Il 5 marzo 2004, con l'operazione Nasca e Timpano si viene a conoscenza di un traffico internazionale di droga, e il cui denaro ricavato da esso veniva riciclato in Belgio e Paesi Bassi. Nel primo, le 'ndrine avrebbero acquistato ben un intero quartiere di Bruxelles (di cui alcuni edifici costruiti da loro ditte). Le 'ndrine coinvolte sono quelle dei Bellocco e Ascone.[129][130][131][132]
- 2005 - Operazione Overland new eseguita dalla polizia di Siderno contro la 'ndrina dei Cataldo per fermare un traffico di droga proveniente dalla Repubblica Dominicana, transitante per la Spagna destinato alle regioni del Nord Italia.
- 2005 - Operazione Eremo
- 21 giugno 2005 - Operazione Nostromo contro gli Aquino-Coluccio.[133][134][135][136]
- 20 ottobre 2005 - Operazione Mar Nero contro i Piromalli-Molè.[137][138][139][140]
- 21 ottobre 2005 - Operazione Ciaramella in merito al traffico internazionale di sostanze stupefacenti; circa cinquanta arrestati (tra i quali spiccano Paolo Codispoti di San Luca, e gli africesi Francesco Bruzzaniti, Francesco Pizzinga, Salvatore Morabito, ritenuti al vertice dell'organizzazione), 99 gli indagati.[141][142][143][144] Il 13 febbraio 2007 le condanne per complessivi 153 anni di carcere.
- 21 ottobre 2005 - Operazione Grande Drago contro i Grande Aracri e i Dragone.[141][145][146][147][148][149][150]
- 20 dicembre 2005 - Operazione Progressivo 659 Dead vengono arrestati i boss Antonio Cataldo detto Pupazzedda, Francesco Cataldo detto U professuri, e Giuseppe Zucco ed i suoi figli Roberto e Domenico Zucco e infine Salvatore Panetta e suo nipote Antonio Panetta.[151]
- 22 settembre 2005 - Operazione Appia-Mythos, eseguita dalla DDA di Roma e Catanzaro contro una filiale dei Gallace-Novella a Nettuno per infiltrazioni nell'edilizia e nell'urbanistica. L'operazione successivamente porterà allo scioglimento del comune nel novembre dello stesso anno.[152]
- 2006 - Operazione Dinasty 2 - Do ut des della Polizia e dei Carabinieri: vengono arrestate 12 persone e 45 sono indagate tra cui molti esponenti della cosca Mancuso, Giuseppe Chiaravalloti (presidente della regione Calabria fino al 2005). Tra gli indagati politici, magistrati, imprenditori.[153][154][155][156][157]
- 2006 - Operazione Missing, vengono eseguite 36 ordinanze di custodia cautelare in Calabria, Emilia-Romagna e Toscana, con la quale si sta ricostruendo la dinamica di due guerre di mafia durate un trentennio nel cosentino.[158][159][160][161][162]
- Il 19 gennaio 2006 ha luogo in varie regioni d'Italia: provincia di Como, Sondrio, Brescia, Bergamo, Treviso, Alessandria, Napoli e Reggio Calabria l'operazione Onda Blu dalla Squadra Mobile di Milano con 54 ordinanze di custodia cautelare ai danni dei Pesce-Bellocco per traffico di cocaina e eroina e associazione a delinquere di stampo mafioso.[163][164]
- Il 16 marzo 2006 scatta l'operazione Vertice con 33 arresti di persone legate ai Condello tra cui Alfredo Ionetti, un imprenditore di Reggio Calabria.[165][166]
- 19 settembre 2006 - Operazione Odissea, vengono arrestate 35 persone dalla DIA di Catanzaro contro gli affiliati della cosca Mancuso e i La Rosa di Tropea. Accusati di associazione mafiosa, estorsione, usura e fino a 50 capi d'accusa. Si pensa anche che un certo Francesco Mancuso fosse capace di condizionare i sindaci di alcuni comuni e di infiltrarsi nella produzione della fiction "Gente di mare" girata dalla Rai a Tropea.[167][168][169][170][171]
- 27 gennaio 2007 - Operazione Rotarico vengono arrestate 11 persone tra cui presunti esponenti del clan Soriano che imponevano un pagamento di 20 € per transitare su una strada di montagna e tentava di infiltrarsi nel comune per ottenere appalti per le proprie imprese. Come rivela Calabria Indipendente le undici persone arrestate sono: Gaetano Soriano (44 anni), Leone Soriano (42 anni), Francesco Soriano (37 anni), Domenico Colacchio (34 anni), Carmelo Soriano (46 anni), Domenico Soriano (49 anni), Salvatore Artusa (21 anni), Francesco Corso (21 anni), Francesco Guerrera (21 anni), Giuseppe Mesiano (46 anni), Nazzareno Castagna (42 anni).[172][173]
- 27 febbraio 2007 - Operazione Nuova Alba vengono arrestate 21 persone appartenenti ai Lo Bianco e dei Barba tra cui il boss Carmine Lo Bianco.[174][175]
- 26 marzo 2007 - Operazione Pecunia.[176]
- Il 3 maggio 2007 è stata effettuata una vasta operazione antimafia a Milano e in altre città d'Italia, contro la cosca dei Morabito e quella dei Bruzzaniti e Palamara (anch'essi di Africo), dopo un'indagine durata quasi due anni. I reati sono: estorsione e traffico internazionale di droga. Sono state eseguite venti ordinanze di custodia cautelare e sequestrati a Milano 250 kg di cocaina proveniente dal Sud America che passava da Dakar in Senegal e successivamente dal porto di Genova[177][178]. Il camper che portava il carico era stato localizzato grazie a un ricevitore GPS posizionato dalla squadra mobile milanese. Le cosche agivano nella zona dell'Ortomercato in via Lombroso e col night club creato appositamente "For a King". Erano coinvolti politici, professionisti, ristoratori, dentisti, vigili urbani, società reali e fittizie e comuni criminali. Al vertice dell'organizzazione vi era "Salvatore Morabito". Il broker della cocaina è ritenuto fosse l'albergatore svizzero "Pietro Luigi Giucovaz". L'uomo che intratteneva i rapporti tra la Calabria, Milano e il Brasile era "Leone Autelitano"[179][180][181].
- 9 maggio 2007 - Operazione Stupor Mundi.[182][183][184]
- 4 giugno 2007 - Operazione Domino contro i Nesci-Montagnese, i Mamone, i Morabito e i Cordì.[185][186][187]
- 9 luglio 2007 - Operazione Arca coordinata dalla Dda di Reggio Calabria che fa luce sulle infiltrazioni della 'ndrangheta nei lavori di ammodernamento della A3 Salerno-Reggio Calabria, vengono coinvolte numerose famiglie 'ndranghetiste che si dividevano l'autostrada a seconda dell'area di influenza imponendo la concessione di subappalti a proprie imprese e anche una "tassa" del 3% sul valore dell'appalto.[188][189]
- 10 luglio 2007 - Operazione Omnia vengono arrestate 60 persone, collegate o facenti parte della 'ndrina Forastefano per associazione mafiosa, associazione finalizzata al traffico di stupefacenti, estorsioni, usura, porto e detenzione illegale di armi ed esplosivi, oltre a favoreggiamento dell'immigrazione clandestina e altri reati. Tra gli immobili sequestrati un hotel di lusso e un centro commerciale.[190][191]
- Il 26 luglio 2007 con l'operazione Bless vengono arrestate 24 persone tra cui esponenti della cosca Condello. L'operazione ha colpito: Francesco Araniti, di 48 anni; Santo Araniti (60), in atto detenuto, soprannominato "Garibaldi"; Giovanni Bonforte (39), già detenuto; Santo Nuda (63); Giuseppe Canale (35); Pasquale Chindemi (42); Antonino D'Errigo (44); Giovanni Fontana (62); Antonino Imerti (61), conosciuto come "nano feroce", già detenuto; il cugino omonimo Antonino Imerti (57); Antonino Lo Giudice (48); Bruno Morabito (74); Carmelo Palermo (48), detenuto; Andrea Pustorino (47); Francesco Rodà (51); Demetrio Sesto Rosmini (42), già detenuto; Giuseppe Carmelo Saraceno (56); Salvatore Saraceno (50); Paolo Serraino (65); Bruno Trapani (50); Giovanni Tripodi (41), già detenuto; Francesco Vazzana (37), già in carcere.[192][193][194][195]
- Il 30 agosto 2007 vengono arrestate nell'operazione Fehida che ha coinvolto quasi 500 persone tra Polizia, Carabinieri, Guardia di Finanza, Cacciatori, "teste di cuoio", eli-portati armati e unità cinofile a San Luca esponenti delle cosche responsabili della strage di Ferragosto.[196][197][198][199]
- 26 luglio 2007 - Operazione Bless dei Carabinieri vengono arrestate 24 persone tra cui presunti esponenti della cosca Condello.[200]
- 30 ottobre 2007 - Operazione Uova del Drago contro i Bonavota.[201][202][203][204][205][206]
- 28 gennaio 2008 - Operazione Onorata Sanità vengono tenute sotto custodia cautelare 18 persone tra cui il consigliere regionale "Domenico Crea" e esponenti della cosca dei Morabito, dei Zavettieri e dei Cordì per associazione mafiosa, abuso d'ufficio, falsità ideologica commessa da pubblico ufficiale, truffa, omissione di soccorso, soppressione e distruzione di atti veri.[207][208][209]
- febbraio 2008 - Operazione Fehida vengono sequestrati beni per 150 milioni di euro alle 'ndrine Vottari, Pelle, Nirta e Strangio.
- 13 febbraio 2008 - Operazione Noas vengono arrestate 50 persone di cui molte legate o affiliate ai Morabito-Bruzzaniti-Palamara, per il conseguimento di appalti nel campo turistico in Calabria e in particolare a Bivongi per l'ammodernamento di centrali idroelettriche con la collaborazione di elementi della politica come Pasquale Tripodi assessore al turismo dell'UDEUR, il sindaco di Staiti e il vicesindaco di Brancaleone. Inoltre trafficavano in droga con la cosca camorristica dei casalesi.[210][211][212]
- 4 marzo 2008 - Operazione di sequestro di beni dei Carabinieri contro i Nirta-Strangio e Pelle-Vottari.[213]
- 8 aprile 2008 - Operazione Heracles effettuata dalla squadra mobile di Crotone, 39 arresti di presunti affiliati alle 'ndrine Bonaventura, Vrenna e Corigliano. L'operazione è stata compiuta dopo 4 anni di indagini.[214][215][216]
- Il 23 aprile 2008 nel torinese scatta l'operazione Gioco duro che porta all'arresto di 6 persone e 115 denunciate per 5 bische clandestine. Tra i noti Giuseppe Belfiore fratello di Domenico Belfiore.[217]
- Il 28 aprile 2008 con l'operazione Eracles II vengono arrestate dalla polizia 55 persone legate ai Vrenna-Bonaventura-Corigliano. Sono accusati di associazione a delinquere di stampo mafioso, estorsione, detenzione di armi e traffico di sostanze stupefacenti.[218]
- Il 9 maggio 2008 con l'operazione Zeleuco vengono arrestati nove esponenti delle cosche di San Luca, arresti eseguiti oltre che nel paese di origine anche a Bovalino, Benestare, Bologna e Udine. Accusati di associazione a delinquere di stampo mafioso, controllavano varie attività economiche, gestivano un traffico di armi e esplosivi. Tra gli arrestati Antonella Vottari e Maria Pelle sorella e moglie del capobastone Francesco Vottari. Sono stati arrestati anche Francesco Barbaro, detto "u castanu", già detenuto; Liana Benas di Codroipo; Gianfranco Cocilovo, imprenditore, di Roma; Giovanni Marrapodi, odontotecnico, di Locri; Domenico Mammoliti di Locri; Paolo Nirta di San Luca; Giuseppe Pelle di San Luca, sorvegliato speciale; Antonio Romano di San Luca.[219][220]
- 5 giugno 2008 - Operazione Effetto Domino contro gli Anello-Fruci, i Cerra-Torcasio-Gualtieri, gli Iannazzo e i Passafaro.[221][222][223][224]
- giugno 2008 - Operazione bellu lavuru coordinata dalla DDA di Reggio Calabria contro le cosche Morabito-Palamara-Bruzzaniti di Africo, Vadalà e Talia di Bova; le 'ndrine si erano infiltrate nei lavori della Strada statale 106 Jonica e nell'appalto per la costruzione di una scuola media a Bova.[225][226]
- Il 1º luglio 2008 termina l'operazione Alba e tramonto della Polizia di Reggio Calabria e Polistena con 27 arresti di affiliati alle cosche Ieraci-Petullà di Cinquefrondi e Squillace di Polistena in collaborazione anche con appartenenti ai Nirta-Strangio. Gestivano in Italia un traffico di droga, precisamente in Puglia, Toscana e Piemonte. Alle 'ndrine sono stati sequestrati beni del valore di 1,5 milioni di euro.[227][228][229]
- Il 10 luglio 2008 nell'operazione Cerberus della Guardia di Finanza vengono arrestati Domenico Barbaro, 71 anni detto l'australiano, i figli Salvatore e Rosario Barbaro, Pasquale Papalia (figlio di Antonio Papalia), Mario Miceli (era in carcere per rapina e sarebbe uscito oggi), Maurizio De Luna, Maurizio Luraghi e Giuliana Persegoni. Tutti gli arrestati ricevevano ordini dai capibastone in carcere al 41 bis Domenico, Rocco e Antonio Papalia.[230][231]
- Il 23 luglio 2008 è stata portata a termine un'operazione coordinata dalla DDA di Reggio Calabria che prende il nome di Cent'anni di storia che vede coinvolte le maggiori consorterie criminali della piana di Gioia Tauro tra cui i Piromalli, i Molè di Gioia Tauro e gli Alvaro di Sinopoli; l'operazione fa luce sulla rottura dell'alleanza storica tra i Piromalli e i Molè (provata dall'omicidio di Rocco Molè avvenuto a febbraio 2008[232][233]) e sulle infiltrazioni delle cosche nel porto di Gioia Tauro.[234][235][236]
- Il 17 settembre 2008 nell'operazione dell'FBI e della DEA statunitense, dell'ICE messicana a cui hanno partecipato anche i Carabinieri del ROS, denominata Solare sono state arrestate 200 persone appartenenti al cartello messicano dei Los Zetas e ad altre organizzazioni criminali a cui vendevano la droga, tra cui la 'ndrangheta, nella fattispecie sono stati arrestati Vincenzo e Giulio Schirripa appartenenti all'omonima 'ndrina, la quale faceva parte di un'alleanza con i Coluccio, gli Aquino e i Macrì e con i quali avrebbero importato ogni volta 1000 chili di cocaina. I contatti fra le due organizzazioni venivano prese tramite elementi del cartello messicano a New York. Sono stati arrestati anche 16 esponenti dei Coluccio e degli Aquino tra New York e la Calabria.[237][238][239][240] L'accordo con i Los Zetas è avvenuto dopo l'arresto dell'ecuadoriano Luis Calderon, principale fornitore per queste 'ndrine.[237][238][239][240]
- Il 9 gennaio 2009 ha luogo a Lamezia Terme l'operazione Nuntius che porta all'arresto di 4 persone di spicco dei Torcasio per tentata estorsione a un imprenditore. Sono i fratelli Pasquale e Domenico Torcasio, il nipote Vincenzo Torcasio e il cugino Alessandro Torcasio.[241]
- A gennaio 2009 si conclude l'operazione Vento del Nord contro 18 presunti esponenti dei Bellocco operanti a Bologna da cui scaturirà l'omonimo processo che nel 2010 sentenzia a Carmelo Bellocco 14 anni di carcere e a Domenico 10 anni. L'operazione testimonierebbe anche un periodo di dissapori tra i Pesce e i Bellocco.[242]
- Il 10 febbraio 2009 si conclude l'operazione Chiosco Grigio del GICO della Guardia di Finanza di Catanzaro e iniziata nel 2007 che vede coinvolto Domenico Trimboli in un traffico di droga internazionale dalla Colombia, passando per la Spagna e finendo in Piemonte, Lombardia, Lazio e Campania. I luoghi per discutere dei traffici avveniva ad Alessandria.[77][243]
- Il 16 marzo 2009 i Carabinieri di Sesto San Giovanni, nell'operazione Isola iniziata nel 2004, hanno ordinato l'arresto di più di 20 persone a Milano, Crotone, Catanzaro e Taranto per associazione a delinquere di stampo mafioso, porto e detenzione illegale di armi, estorsione e tentato omicidio, tra questi i Paparo alleati dei Barbaro, dei Bubbo, dei Nicoscia e degli Arena, accusati di sfruttamento dell'immigrazione, riciclaggio, violenza privata, favoreggiamento di latitanti e atti d'intimidazione nella costruzione delle grandi opere pubbliche della Lombardia come alcune tratte dell'alta velocità ferroviaria Milano-Venezia. Nel corso dell'operazione sono state sequestrate armi tra cui un lanciarazzi della NATO e beni del valore di 10 milioni di euro.[244][245][246][247][248]
- Il 20 aprile 2009 a Seminara, Asti, Brescia, Varese e Vercelli i Carabinieri nell'operazione Artemisia hanno arrestato 35 persone, esponenti dei Gioffrè, per associazione a delinquere di stampo mafioso, tentata estorsione e omicidio.[249][250]
- Il 21 aprile 2009 nell'operazione Ghibli vengono arrestate 16 persone tra Calabria ed Emilia-Romagna e hanno portato al sequestro di beni del valore di 30 milioni di euro tra 42 automobili, polizze assicurative, conti bancari e un complesso immobiliare.[251][252]
- Il 16 settembre 2009 si conclude l'operazione Shark di Polizia e Carabinieri portando a 25 arresti. L'accusa è di usura, crimine perpetrato in tutta la Locride. Nell'operazione ci si è affidati alla collaborazione di Domenico Novella e Bruno Piccolo.[253][254]
- Il 3 novembre 2009 nell'operazione Parco Sud dei Carabinieri e della Guardia di Finanza vengono eseguiti 17 arresti nel milanese. Coinvolto anche Domenico Barbaro detto l'australiano già in carcere, come i figli Domenico, Rosario e Salvatore. Arrestati anche imprenditori edili, tra cui Fortunato Startari che proteggeva la latitanza di Paolo Sergi. Questa operazione viene a seguito dell'operazione Cerberus del 2008 e conferma l'operatività della cosca nei comuni di Assago, Corsico, Buccinasco e Trezzano sul Naviglio.[255][256]
- Il 26 novembre 2009 nell'operazione Pandora la squadra mobile di Reggio Calabria esegue 35 arresti per associazione mafiosa, traffico di droga, estorsione, omicidio e un sequestro di beni del valore di 40 milioni di euro nei confronti dei Nicoscia e degli Arena in Lombardia, Emilia-Romagna e Trentino.[257][258]
- Nel 2009 si conclude l'operazione Bad Boys che porta all'arresto di 39 persone riconducibili al locate di Lonate-Legnano a cavallo tra le province di Varese e Milano tra cui gli esponenti di spicco Nicodemo Filippelli e Luigi Mancuso.[259]
- Il 22 dicembre 2009 i Carabinieri di Reggio Calabria arrestano 26 persone per un traffico di merci contraffatte da parte delle famiglie Pesce e Molè che agevolavano ditte cinesi tramite il pagamento di una tangente per fare arrivare la merce al porto di Gioia Tauro.[260]
- Il 13 gennaio 2010 viene eseguita dai Carabinieri l'operazione Nuovo Potere per 27 ordinanze di custodia cautelare nei confronti degli Zavettieri e dei Pangallo-Maesano-Favasuli. Sono accusati di associazione mafiosa, omicidio ed estorsione.[261][262]
- Il 25 gennaio 2010, durante l'operazione Grande Maestro, vengono eseguite 12 ordinanze di custodia cautelare verso presunti esponenti dei Grande Aracri. Sono accusati di associazione mafiosa, estorsione, e detenzione illegale di armi.[263]
- Il 3 febbraio 2010 i Carabinieri, durante l'operazione Leone, arrestano 67 persone che gestivano un traffico di immigrati, tra cui esponenti degli Iamonte e dei Cordì insieme a persone di origine indiana. Sono accusati di associazione a delinquere per favoreggiamento di immigrazione clandestina e per i Cordì anche le modalità mafiose.[264][265]
- 24 febbraio 2010: Operazione Phuncards-Broker contro gli Arena di Isola Capo Rizzuto[266][267][268]
- Il 18 marzo 2010 durante l'operazione Mistero vengono arrestate sei persone appartenenti al clan Ursino tra cui il capobastone Antonio Ursino (61 anni) residenti a Gioiosa Jonica, Siderno, San Luca, Bari e Torino.[269]
- Il 22 aprile 2010 si conclude l'operazione Reale che porta all'arresto di otto persone, di cui cinque affiliate ai Pelle e tre ai Ficara-Latella.[270]
- Il 26 aprile 2010 la Polizia di Stato arresta a Reggio Calabria in località Perretti Giovanni Tegano latitante da 17 anni.[271][272][273]
- Nella notte tra il 27 e il 28 aprile 2010 l'operazione congiunta detta All Inside di Polizia, Carabinieri e Guardia di Finanza contro il clan Pesce di Rosarno porta all'arresto di 40 persone tra Calabria e Lombardia e al sequestro di beni per 10 milioni di euro.[274]
- Il 28 aprile 2010, durante l'operazione All Inside vengono eseguite dai Carabinieri 40 fermi nei confronti di esponenti dei Pesce per associazione a delinquere mafiosa, estorsione e narcotraffico. Sono stati sequestrati beni del valore di 10 milioni di euro.[275][276]
- 7 maggio 2010: Operazione Sicurezza contro i Ruga.[277][278][279][280]
- L'8 giugno 2010 si conclude l'operazione Cosa mia con l'arresto di 46 persone e altre sei con mandato di cattura già in carcere. Sono accusati di estorsione, associazione mafiosa e di infiltrazione negli appalti legati all'ammodernamento del V macrolotto dell'Autostrada A3, pretendevano una tangente del 3% alle ditte appaltatrici e il rifornimento di calcestruzzo da aziende vicine agli ambienti mafiosi. Le 'ndrine coinvolte sono quelle dei Gallico-Morgante-Sgrò-Sciglitano e Bruzzise-Parrello.[281][282][283]
- Il 22 giugno 2010 si conclude l'operazione Tamanaco (avviata nel 2005) nella quale vengono sequestrati quasi 700 kg di cocaina e beni dal valore di 80 milioni di euro ai Barbaro e al clan della camorra casertana La Torre. La droga veniva dal Venezuela, passava dall'Africa e arrivava in Europa. Per le consorterie italiane contrattava Giuseppe Barbaro, arrestato il 12 dicembre 2008.[284][285]
- Il 23 giugno 2010 i Carabinieri compiono 42 arresti in Lombardia, Friuli-Venezia Giulia ed Emilia-Romagna nei confronti di presunti esponenti dei Condello, e dei De Stefano-Libri, accusati di associazione mafiosa ed estorsione. È stato arrestato anche Cosimo Alvaro, figlio di Domenico, membro dell'omonima 'ndrina e membri dei Rugolino di Reggio Calabria, i Buda-Imerti di Villa San Giovanni, gli Italiano di Delianuova, gli Zito-Bertuca di Fiumara di Muro e i Creazzo di Scilla. Sono stati sequestrate oltre 20 imprese, centri sportivi, appartamenti e terreni. Grazie all'operazione viene confermata la presenza di una cupola nella gestione degli affari illeciti nel reggino con a capo Pasquale Condello, Giuseppe De Stefano e Pasquale Libri.[286][287]
- Il 1º luglio 2010 nell'operazione Giano (avviata nell'ottobre 2009 e continuazione dell'operazione Shark) i Carabinieri di Reggio Calabria arrestano sei persone affiliate ai Cordì a Locri e a Melito Porto Salvo. Sequestrano beni dal valore di 1 milione di euro.[288]
- Il 13 luglio 2010 con l'operazione Crimine che coinvolge 3000 persone tra Polizia e Carabinieri vengono arrestati in tutta Italia 300 soggetti appartenenti alla 'ndrangheta e imprenditori che hanno legami con essa; tra le accuse: associazione mafiosa, traffico di armi e droga, estorsione, usura e altri reati. Viene arrestato anche l'ottantenne "Domenico Oppedisano", dell'omonima famiglia di Rosarno, che dal 19 agosto 2009 è capo della Provincia, la nuova struttura che regge le decisioni più importanti della 'ndrangheta dal 1991, al di sopra dei mandamenti ionico, tirrenico e della città in Calabria e della nuova struttura, scoperta in questa operazione, Lombardia che federa i locali della Lombardia. Tra gli arrestati anche il capo della ASL di Pavia Carlo Antonio Chiriaco, l'assessore pavese Pietro Trivi per corruzione elettorale e l'ex assessore della Provincia di Milano per corruzione Antonio Oliverio.[289][290][291]
- Il 21 luglio 2010, l'operazione Santa Tecla condotta dai Carabinieri, dal GICO della Guardia di Finanza e coordinata dal procuratore di Catanzaro Vincenzo Antonio Lombardo e dal pm della Dda catanzarese, Vincenzo Luberto porta all'arresto di 67 persone tra la Calabria e molte altre località italiane e al sequestro di beni per 250 milioni di euro. L'operazione ha colpito soprattutto il locale di Corigliano Calabro e risulta tra le più importanti condotte contro la 'ndrangheta cosentina.[292][293]
- Il 23 novembre 2010 si conclude l'operazione All Inside II che porta all'arresto di 24 persone, anche grazie alla pentita Giuseppina Pesce figlia del boss Salvatore Pesce, grazie a lei si è venuti a conoscenza dell'assetto criminale della città di Rosarno.[294][295]
- 13 dicembre 2010: Operazione Village contro i Ruga.[296][297]

### 2011
- L'8 marzo 2011 si conclude l'operazione Crimine 2 (seguito di Crimine del luglio 2010) che porta all'arresto di 41 persone tra Italia, Germania e Australia. Mette in luce i rapporti tra i locali tedeschi (Singen, Rielasingen e Francoforte), svizzeri (Frauenfeld), australiani (Perth) con la Calabria. Tra i mandati di arresto spicca l'australiano Domenico Antonio Vallelonga che fu anche sindaco di Stirling dal 1996 al 2005.[298][299]
- Il 9 marzo 2011 si conclude contro i Muto l'operazione Hammer che porta al sequestro di beni del valore di 41 milioni di euro tra Roma, il cosentino, Basilicata e Toscana.[300]
- Il 10 marzo 2011 si conclude dopo 3 anni l'operazione Imelda della Guardia di Finanza in collaborazione con le forze dell'ordine di Germania, Belgio e Paesi Bassi, con 31 arresti e il sequestro di beni del valore di 5 milioni di euro nei confronti delle famiglie Nirta-Strangio, Bellocco-Ascone e altre 'ndrine accusati di traffico internazionale di droga. Le persone sono state arrestate in Calabria, Lombardia e Germania.[301]
- L'11 marzo 2011 durante l'operazione Reggio Sud vengono arrestate 33 persone, presunte affiliate dei Latella, accusate di associazione mafiosa, estorsione, riciclaggio, detenzione abusiva di armi e falso ideologico; e sequestrati beni del valore di 60 milioni di euro.[302][303]
- Il 14 marzo 2011 si conclude l'operazione Redux-Caposaldo della Guardia di Finanza e dei Carabinieri del ROS che porta all'arresto di 35 persone in Lombardia ritenute affiliate ai Barbaro, ai De Stefano, ai Pesce e alle cosche di Africo. Sono accusati di estorsione agli esercizi pubblici delle stazione della metropolitana, ai chioschi di panineria, alla gestione illecita del personale della sicurezza dei locali notturni, associazione mafiosa e spaccio di droga.[304][305]
- Il 15 marzo 2011 scatta l'operazione Scaccomatto contro la cosca Longo di Polistena con 35 arresti.[306][307]
- Il 5 aprile 2011 vengono arrestate, durante l'operazione Archi 21 persone presunte affiliate alle cosche Tegano e Labate, tra cui Giuseppe e Bruno Tegano, fratelli di Giovanni, ne mancano all'appello 5 tra cui il capo dei Labate: Pietro Labate, uscito dal carcere solo un anno prima.[308]
- Il 26 aprile 2011, durante l'operazione Crimine, viene arrestato Giorgio De Masi, capo insieme ad Antonio Ursino (arrestato nel marzo del 2010) del locale di Gioiosa Jonica, il 6 dicembre vengono arrestati per favoreggiamento anche: Rocco Demasi, Francesco Ursino e Rocco Schirripa.[309][310]
- 26 maggio 2011: Operazione Marte contro i Nirta-Strangio.[311][312][313]
- Il 2 giugno 2011 si conclude l'operazione Maglio 3[314] dei Carabinieri che fa luce sulle attività criminali dei locali di Genova, Ventimiglia, Lavagna e Sarzana, del loro organo di coordinamento: la camera di compensazione della Liguria e dell'infiltrazione nelle elezioni amministrative del 2010.[315] Sarebbero coinvolti nell'inchiesta anche il vicesindaco di Ventimiglia, i consiglieri regionali Pdl Alessio Saso e Aldo Luciano Praticò accusati di voto di scambio.[316] Infine il presidente del consiglio della regione Liguria dell'UDC Rosario Monteleone, che secondo la ricostruzione dei magistrati, nel 2005 sarebbe figurato come beneficiario di voti di mafia.[316]
- L'8 giugno 2011 si conclude l'operazione Minotauro dei carabinieri di Torino con ordine d'arresto per oltre 100 presunti affiliati alla 'Ndrangheta tra Torino, Milano, Modena e Reggio Calabria, accusati di estorsione, traffico di droga e associazione di stampo mafioso. Sono stati inoltre sequestrati beni dal valore di 70 milioni di euro.[317][318]
- Il 21 giugno 2011 con l'operazione Maglio seguono altri 19 arresti legato a una locale del basso Piemonte: Asti, Alba (Cn), Sommariva Bosco (Cn) e Novi Ligure (Al).[319]
- Il 14 luglio 2011 vengono arrestate oltre 40 persone nell'ambito dell'operazione internazionale dei carabinieri Crimine 3. Le persone sono accusate di traffico di droga internazionale e associazione mafiosa e sono state arrestate per lo più in Italia, alcune in Spagna, Paesi Bassi e negli Stati Uniti. Il traffico veniva gestito insieme al Cartello del Golfo e ai cartelli colombiani, per la 'Ndrangheta c'erano presunti affiliati agli Ierinò, Commisso, Coluccio, Aquino e Pesce.[320][321][322]
- Il 18 novembre 2011 si conclude l'operazione della Guardia di Finanza Astrea contro 11 persone vicine alle cosche De Stefano-Tegano, tra cui appartenenti ai servizi segreti, massoneria, avvocati, commercialisti e imprenditori.[323]
- Il 25 novembre 2011 i carabinieri di Vibo Valentia, durante l'operazione Ragno arrestano 10 presunti affiliati dei Soriano accusati di associazione mafiosa, estorsione e porto abusivo di armi e di esplosivi.[324]
- Il 30 novembre 2011 si conclude un altro filone dell'operazione Infinito in cui viene arrestata Maria, figlia di Francesco Valle e moglie di Francesco Lampada, accusati di concorso esterno in associazione mafiosa e rivelazione di segreto d'ufficio, i magistrati Vincenzo Giglio e Giancarlo Giusti per favoreggiamento della 'Ndrangheta, e il consigliere regionale della Calabria Francesco Morelli ma anche un avvocato, un medico e un maresciallo della Guardia di Finanza.[325][326]
- 2 dicembre 2011: Operazione Rubamazzo contro i Mancuso e gli Anello-Fiumara.[327][328]
- Il 6 dicembre 2011 si conclude l'operazione Terminator 3 coordinata dalla Dda di Catanzaro contro le cosche egemoni a Cosenza, i Lanzino-Ruà, le accuse sono di omicidio, estorsioni, usura; tra gli indagati anche due politici del PD calabrese l'ex sindaco di Rende attuale consigliere provinciale di Cosenza Umberto Bernaudo, l'ex assessore alla provincia di Cosenza Pietro Ruffolo inoltre è indagato anche un consigliere comunale di Piane Crati Pierpaolo de Rose di una lista civica; tutti e tre i politici vengono accusati di concorso esterno in associazione mafiosa e voto di scambio.[329][330]
- Il 15 dicembre 2011 La Direzione distrettuale antimafia di Catanzaro porta a termine l'operazione di polizia Showdown contro le 'ndrine Sia-Procopio-Tripodi e fa luce sulla faida in atto dal 2008.[331][332][333]
- Il 22 dicembre 2011 nell'operazione Tempus Venit vengono arrestati Giuseppe Facchineri, Giuseppe Chemi, Roberto Raffa e Michele Raso, accusati di estorsione con l'aggravante mafiosa.[334]

### 2012
- 11 gennaio 2012: Operazione bellu lavuru 2 portata a termine dai Carabinieri del comando provinciale di Reggio Calabria, coordinati dalla Dda reggina, quest'indagine è la prosecuzione di bellu lavuru del 2008; le cosche coinvolte: Morabito-Palamara-Bruzzaniti, Talia e Vadalà di Bova, gli investigatori ritengono che le cosche si siano infiltrate negli appalti pubblici per l'ammodernamento della s.s. 106 jonica e per la variante stradale all'abitato di Palizzi, l'inchiesta ha riguardato anche funzionari e dirigenti dell'ANAS e della società Condotte d'Acqua (appaltatrice dei lavori).[335]
- 25 gennaio 2012: Operazione Light in the woods eseguita dalla Polizia di Stato e coordinata dalla Dda di Catanzaro contro presunti capi e gregari del Locale di 'ndrangheta dell'Ariola (Gerocarne) (comprendente le famiglie: Loielo, Gallace, Emanuele e Maiolo) le accuse sono di: omicidio, tentato omicidio, danneggiamenti, estorsioni, infiltrazioni nella pubblica amministrazione, turbativa d'asta, infiltrazioni nelle consultazioni elettorali.[336]
- 9 febbraio 2012: Operazione Califfo coordinata dalla DDA di Reggio Calabria contro presunti capi e gregari della 'ndrina Pesce di Rosarno accusati di associazione di tipo mafioso, le indagini hanno consentito di far luce anche sul suicidio della collaboratrice di giustizia Maria Concetta Cacciola.[337]
- Il 24 febbraio 2012 nell'operazione Affari di famiglia i carabinieri di Reggio Calabria arrestano 5 persone presunte affiliate ai Ficara-Latella e Iamonte e sequestrano 20 milioni di euro di beni, sono accusati di estorsione nei confronti di quelle aziende che stavano eseguendo i lavori di ammodernamento della statale 106 nei tratti dove le 'ndrine esercitavano il loro potere (pretendevano il 4% dell'appalto).[338]
- Il 29 marzo 2012 viene arrestato il gip di Palmi Giancarlo Giusti colluso con la 'Ndrangheta, e nella fattispecie con i Lampada di Reggio Calabria i quali gli fornivano prostitute in alberghi lussuosi di Milano. Il 27 settembre 2012 viene condannato a 4 anni di carcere.[339][340]
- Il 30 marzo 2012 si conclude l'operazione Tela di ragno dei Carabinieri di Cosenza in cui sono indagate 250 persone, sono stati eseguiti arresti in Calabria, Lombardia e Veneto. L'operazione fa luce anche sulla faida che imperversava nel cosentino tra il 1999 e il 2004 e su un delitto del 1979, del 1993 e del 2008. Le 'ndrine in questione sono: Muto di Cetraro, Lanzino-Locicero di Cosenza, Scofano-Mastallo-Ditto-La Rosa e Serpa di Paola, Calvano e Carbone di San Lucido, e Gentile-Besaldo di Amantea.[341][342]
- Il 21 maggio 2012 nell'operazione Falsa politica vengono arrestate a Siderno 15 persone presunte affiliate ai Commisso, tra cui un ex consigliere della regione Calabria, un ex consigliere della provincia di Reggio Calabria ed un consigliere del comune di Siderno.[343]
- Il 4 giugno 2012 con l'operazione Magna Charta dei Carabinieri del ROS vengono arrestati esponenti dei Bellocco piemontesi in alleanza con elementi della criminalità bulgara come Evelin Nicolov Banev, per gestire un traffico di droga tra Lombardia, Piemonte, Veneto, Bulgaria, Spagna, Paesi Bassi, Slovenia, Romania, Croazia, Finlandia e Georgia. La droga proveniva da Venezuela, Argentina e Isola di Santo Domingo.[344]
- L'8 agosto 2012, nell'operazione Confine, vengono arrestate dai Carabinieri 16 persone del sodalizio Leuzzi-Ruga-Vallelonga di Monasterace, Stilo, Riace e Stignano e della Locale di Caulonia accusati di associazione mafiosa, di cui alcuni accusati di omicidio nei confronti di Damiano Vallelonga e tentato omicidio ai danni di Enzo Cavallaro, azioni intraprese nella cosiddetta nuova faida dei boschi.[345][346][347]
- L'11 settembre 2012 vengono eseguiti 37 arresti a Milano nell'operazione Ulisse dei Carabinieri, scaturita dalla precedente operazione Crimine. Gli arrestati sono accusati di estorsione, usura e associazione mafiosa.[348]
- Il 23 ottobre 2012 i carabinieri concludono l'operazione Colpo di coda con 22 ordinanze di custodia cautelare tra Calabria e Piemonte accusati di associazione di tipo mafioso, estorsione, traffico di droga, porto e detenzione di armi illegale tra cui un dirottamento delle elezioni comunali di Chivasso, in Piemonte.[349][350][351][352]
- Il 13 novembre 2012 si conclude l'operazione Saggezza che porta a 40 ordinanze di custodia cautelare per associazione mafiosa, estorsione, porto abusivo d'armi, usura, illecita concorrenza per il condizionamento di appalti pubblici, minaccia, esercizio abusivo del credito, truffa, furto di inerti, intestazione fittizia di beni verso presunti appartenenti a 5 locali di 'Ndrangheta aspromontani: Antonimina, Ardore, Canolo, Ciminà e Cirella di Platì i quali erano consorziati, per meglio competere con le altre realtà criminali, in una struttura di 'Ndrangheta detta "Corona", di cui il capo, detto Capo-Corona era Vincenzo Melia, Luigi Varacalli, Nicola Romano e Nicola Nesci i consiglieri. Tra gli arrestati anche l'ex presidente della Comunità montana Aspromonte orientale.[353][354][355]
- Il 20 novembre 2012 si conclude l'operazione Gringia che arresta 13 persone coinvolte nella faida di Stefanaconi.[356]
- Il 14 dicembre 2012 si conclude l'operazione Svolta con l'arresto di 15 persone tra cui il presunto capo del locale di Ventimiglia Giuseppe Marcianò.[357]

### 2013
- Il 23 gennaio 2013 con l'operazione Dogville vengono arrestate 5 presunti affiliati ai Belcastro-Romeo.[358][359]
- Il 12 febbraio 2013 con l'operazione Ada vengono emesse 65 ordinanze di custodia cautelare contro presunti affiliati degli Iamonte, tra cui il sindaco di Melito Porto Salvo accusati di associazione mafiosa, traffico di droga e traffico di armi.[360][361][362]
- Il 5 marzo 2013, dopo cinque anni di indagini, si conclude l'operazione Metropolis della Guardia di Finanza di Reggio Calabria e dello Scico di Roma che ha portato all'arresto di 20 persone, tra affiliati dei Morabito come Giuseppe Morabito (già in carcere) e degli Aquino come Rocco Aquino (già in carcere) e al sequestro di beni del valore di 450 milioni di euro accusati di aver costruito illegalmente lungo la costa ionica da Catanzaro a Reggio Calabria residenze che avrebbero rivenduti a ricchi facoltosi spagnoli e inglesi con l'aiuto di un membro dell'IRA irlandese Henry James Fitzsimons a fini di riciclaggio di denaro. Nell'operazione di costruzione sono state coinvolte maestranze locali anche per acquisire consenso sociale.[363]
- Nel marzo e nel luglio 2013 con le operazioni Tramonto 1 e 2 vengono tratti in arresto una decina di affiliati alla cosca Bellocco operante nel Comune di San Ferdinando (RC) per reati vari tra cui usura, estorsione ed intestazione fittizia di beni.[364][365]
- Il 23 maggio 2013 con l'operazione Atlantide poi ribattezzata Lybra vengono arrestati presunti esponenti dei Tripodi accusati di aver raccolto dei voti per esponenti politici, i quali non sono indagati, in cambio di appalti. A Padova sono state arrestate 20 persone tra cui molti imprenditori accusati di essere collusi con la cosca ed infine a Brescia vi è l'infiltrazione presso la società Medialink. Vengono ricostruite le azioni malavitose della cosca dal 2006 al 2012.[366][367][368]
- Il 29 maggio 2013, durante l'operazione Piana condotta dalla DIA, vengono arrestati a Lamezia Terme 4 imprenditori che si presume siano legati ai Giampà e sequestrati beni del valore di 25 milioni di euro.[369]
- Il 4 giugno 2013 con l'operazione Old Family a Crotone vengono arrestate 35 persone appartenenti alle cosche Vrenna-Ciampà-Corigliano-Bonaventura, Farao-Marincola, Ciampà-Megna-Cazzato, Grande Aracri e Morabito accusati a vario titolo di associazione di tipo mafioso, estorsioni, detenzione di armi e traffico di stupefacenti e di armi, in cui figurano anche nuove leve come Francesco Franco, Andrea Leto, Luca Manente, Corrado Valsavoia, Alfonso Cazzato e Danilo Cazzato. Accusati a vario titolo di estorsioni, traffico d'armi e narcotraffico e associazione di tipo mafioso appartenenti al gruppo del boss Egidio Cazzato detenuto nel regime carcerario 41 bis di Ascoli Piceno.[370][371][372][373]
- Il 22 giugno 2013 durante l'operazione Hybris vengono arrestate ad Aosta tre presunti affiliati dei Pesce residenti a Saint-Marcel accusati di danneggiamento, estorsione, rapina commessi col metodo mafioso.[374]
- Il 3 luglio 2013, durante l'operazione Itaca-Freeboat vengono arrestate 25 persone di cui alcune affiliate alla cosca Gallace e ad altre, tra cui imprenditori e professionisti, fiancheggiatori di essa, sarebbe coinvolto anche il sindaco di Badolato. Le accuse sono di estorsione, associazione mafiosa, usura e spaccio di droga.[375][376]
- Il 12 luglio 2013, durante l'operazione Plinius vengono arrestate 38 persone tra Cosenza, Bari, Matera, Terni e Salerno facenti capo o presunte affiliate ai Valente-Stummo, del Locale di Cetraro accusate di associazione mafiosa, corruzione, turbativa d'asta, sequestro di persona, falso, concussione detenzione e porto d'armi, vengono inoltre sequestrati beni dal valore di 60 milioni di euro. Sarebbe coinvolto anche il sindaco del comune cosentino di Scalea e alcuni dei suoi assessori.[377][378][379]
- Il 26 luglio 2013 si conclude l'operazione Perseo della Polizia di Stato che porta a 65 arresti con le accuse di associazione mafiosa, estorsione, truffa assicurativa e di diversi omicidi in relazione alla faida di Lamezia Terme svoltasi tra il 2005 e il 2011. Tra gli arrestati figura anche il consigliere provinciale Giampaolo Bevilacqua.[380]
- L'11 settembre 2013, durante l'operazione Ammitt condotta dai finanzieri del Nucleo di Polizia Tributaria di Pistoia e del GICO e del Nucleo di Polizia Tributaria di Firenze e dalla Guardia di Finanza vengono arrestate 5 persone riconducibili ai Piromalli-Molè e sequestrati immobili dal valore di 44,5 milioni di euro: tra Montecatini Terme, in provincia di Pistoia, Gioia Tauro e Lamezia Terme.[381][382]
- A ottobre 2013 i finanzieri del GICO di Roma e del Goa arrestano a Roma il venezuelano Edmundo Josè Salazar Cermeno detto Il chimico, latitante dal 2011 (conclusione dell'operazione Solare 2) e presunto broker tra le cosche Aquino-Coluccio e il cartello del Golfo e i Los Zetas per traffici di cocaina, metanfetamine e cannabis proveniente dall'America del Sud. Era incaricato di gestire tutta la logistica del traffico che coinvolgeva anche criminali dei cartelli presenti a New York, la droga in Europa invece approdava in Spagna che giungeva anche attraverso idrovolanti. Le forze dell'ordine italiane hanno collaborato con 10 procure degli Stati Uniti per disvelare i rapporti con i cartelli messicani.[383]
- Il 6 novembre 2013 la Guardia di Finanza di Reggio Calabria conclude l'operazione Araba Fenice che ha portato all'esecuzione di 47 ordinanze di custodia cautelare a Reggio Calabria. Sono accusati di associazione mafiosa, trasferimento fraudolento di beni, attività finanziaria abusiva, corruzione e peculato. Hanno inoltre sequestrato 14 società e beni del valore di 90 milioni di euro. I "colletti bianchi" arrestati sarebbero riconducibili alle famiglie Rosmini, Latella, Serraino, Audino e Nicolò.[384][385]
- Il 14 novembre 2013, dopo 4 anni si conclude l'operazione Vento del Nord contro presunti esponenti dei Gallico di Palmi accusati a vario titolo di associazione mafiosa e estorsione aggravata.[386]
- Il 20 novembre 2013 nell'operazione Sipario vengono arrestate dai carabinieri 12 persone di Melito Porto Salvo, riconducibili agli Iamonte, accusate di associazione mafiosa e di illeciti nell'assegnazione di appalti pubblici.[387] Sarebbe coinvolto anche l'ex Sindaco Iaria.[388]
- Il 26 novembre 2013 con l'operazione Erinni vengono arrestate 20 persone per il coinvolgimento in nuovi episodi della faida tra i Ferraro-Raccosta e Mazzagatti-Polimeni-Bonarrigo e sequestrati beni del valore di 70 milioni di euro. Francesco Raccosta il 3 marzo 2012 uccide il boss Domenico Bonarrigo e per vendetta il suo clan uccide Francesco Raccosta a sprangate e viene dato in pasto ai maiali moribondo, da come si evince dalle intercettazioni. Inoltre il boss dei Ferraro Giuseppe per non essere ucciso anch'egli ha dovuto consegnare tutti coloro che avevano partecipato all'omicidio del boss. Vengono quindi ammazzati anche il cognato Francesco Raccosta, Carmine Putrin, Vincenzo Ferraro e Vincenzo Raccosta, uccisi a colpi di pistola. Per gli omicidi vengono anche chiamate componenti della famiglia residenti a Roma, in cui le 'ndrine hanno alcune attività ora sequestrati dalle forze dell'ordine, tra cui Simone Pepe.[389][390]
- Il 3 dicembre 2013, con l'operazione Insula, la Guardia di Finanza arresta 13 persone tra cui l'ex sindaco di Isola Capo Rizzuto Carolina Girasole e presunti affiliati agli Arena. L'ex sindaco è accusato di corruzione elettorale alle elezioni amministrative del 2008.[391][392][393][394]
- Il 18 dicembre 2013 si conclude l'operazione dei carabinieri Grillo parlante 2 con 8 arresti in Lombardia con l'accusa di estorsione con metodo mafioso.[395]

### 2014
- L'8 gennaio 2014 si conclude l'operazione Platino della DIA con 10 ordinanze di custodia cautelare tra Milano e Reggio Calabria a presunti affiliati ai Barbaro-Papalia accusati di estorsione e traffico di droga, controllavano anche i servizi di sicurezza di alcuni locali milanesi tra cui il Borgo, i Magazzini Generali, il De Sade e il Codice a barre.[396] Viene riaperta l'indagine sull'omicidio del nomade Giuseppe De Rosa, ucciso il 9 ottobre 1976 in una rissa nella discoteca Skylab conseguenza di un'altra rissa verificatasi la sera prima alla discoteca Parco delle Rose (attuale Borgo-Karma) tra alcuni nomadi e alcuni e un certo calabrese Nino Cerra. Il responsabile della morte sarebbe l'ex capo-locale Rocco Papalia, che ai tempi fu prosciolto da ogni accusa.[397][398][399]
- Il 14 gennaio 2014 si conclude a Milano, l'operazione Tamburo, iniziata nel 2009 che ha portato all'arresto per traffico di droga di 13 persone, presunte affiliate ai Mancuso, Barbaro-Papalia e agli Ursino-Macrì. Gli arrestati erano residenti a Cesano Boscone e Cisliano.[400]
- L'11 marzo 2014 si conclude l'operazione San Marco nata nel 2011 che porta all'arresto di 23 persone presunte affiliate ai Tripepi-De Marte-Spinella di Seminara ma operanti a Saronno, Mozzate, Cislago e Busto Arsizio. Sono accusate di traffico di droga e estorsione.[401][402]
- Il 15 marzo 2014 si conclude l'operazione Mamerte che indaga sul locale di Lumezzane, nell'omonimo paese e al suo traffico di droga e riciclaggio. Viene scoperta una riunione, in tal proposito, in una cascina a Orzinuovi tra esponenti di Lumezzane ed esponenti del locale di Oppido Mamertina in Calabria. Tra gli indagati anche Luca Sirani, riciclatore di denaro per i Facchineri e la Banda della Magliana.[403][404]
- Il 20 marzo 2014 vengono arrestate 23 persone per traffico internazionale di droga tra cui esponenti degli Ietto-Cua-Pipicella come Pasquale Bifulco che era in collaborazione con un'organizzazione criminale montenegrina che faceva capo a Vladan Radoman, e a peruviani, brasiliani, inglesi e irlandesi che importavano cocaina dal Perù, passava attraverso i porti brasiliani e giungeva a Gioia Tauro. I paesi toccati erano anche: Paesi Bassi, Spagna, Svizzera, Germania e Portogallo.[405][406][407][408]
- Il 2 aprile 2014 si conclude l'operazione della Guardia di Finanza Metastasi che porta all'arresto di 10 persone tra cui presunti esponenti dei Trovato del locale di Lecco, il consigliere comunale di Lecco Franco Palermo che sarebbe anche affiliato e il sindaco del comune di Valmadrera Marco Rusconi; sono stati sequestrati anche 17 immobili, 5 auto e due bar e quote di partecipazione ad alcune società.[409][410]
- Il 14 maggio 2014 vengono arrestate 24 persone nell'operazione Chimera che operavano nello spaccio di droga a Capizzaglie (Lamezia Terme) ma anche traffico di armi e estorsioni.[411]
- Il 24 giugno 2014, nell'operazione Mediterraneo vengono arrestati 54 presunti affiliati dei Molè accusati di associazione mafiosa, traffico di droga e di armi e intestazione fittizia di beni; vengono sequestrati beni, quote di società e due cliniche private a Gioia Tauro e Terni, per un valore di 25 milioni di euro.[412][413]
- Il 1º luglio 2014 si conclude con 20 arresti tra Torino, Novara, Milano, Savona, Genova, Catanzaro e Crotone l'operazione San Michele nei confronti di presunti esponenti della 'ndrina distaccata dei Greco di San Mauro Marchesato, del locale di Volpiano (in Provincia di Torino), del Crimine di Torino, un sovrastruttura delle locali presenti a Torino e alcuni imprenditori settentrionali. L'affare era coordinato da Angelo Greco che dal 2013 si era trasferito a Venaria Reale. Erano riusciti ad ottenere una cava tra Chiusa di San Michele e Sant'Ambrogio sia per il cantiere della TAV che per depositare illecitamente rifiuti pericolosi. Erano riusciti ad ottenere l'appalto per la ristrutturazione della galleria Prapontin (autostrada Torino Bardonecchia), i lavori di pulizia e di sgombero neve della A 32 e dell'aeroporto di Caselle.[414][415]
- Il 14 luglio 2014 nell'operazione della Guardia di Finanza Puerto Liberado viene sgominato un traffico di droga internazionale a capo delle famiglie Romeo e Giorgi con il sequestro di 4 tonnellate di cocaina e l'emissione di 13 provvedimenti di custodia cautelare. Il 14 agosto viene arrestato a Roma anche Vincenzo Crisafi, incaricato di gestire il traffico tra Germania e Paesi Bassi.[416]
- 21 luglio 2014: Operazione Cripto contro i Caridi-Borghetto-Zindato.[417]
- Il 22 luglio 2014 con l'operazione Rifiuti SPA 2 vengono effettuati 24 arresti tra Calabria, Veneto e Francia contro presunti esponenti della cosca Alampi, e contro un amministratore giudiziario a cui erano state affidate le aziende già sequestrate nel 2007 alla cosca nell'operazione Rifiuti SPA il cui capo Matteo Alampi dal carcere ancora impartiva ordini. Sono accusati di aver fatto truccare degli appalti, di aver turbato la libertà degli incanti, d'intestazione fittizia di beni e di sottrazione di oggetti sottoposti a sequestro, con finalità mafiose.[418]
- 7 agosto 2014: Operazione Sant'Anna contro i Bellocco e i Pesce.[419][420]
- Il 22 agosto 2014 con l'operazione Helvetia i carabinieri di Reggio Calabria in collaborazione con le forze dell'ordine elvetiche predispongono il fermo per 18 persone presunte affiliate al Locale di Frauenfeld in Svizzera.[421][422]
- Il 14 ottobre 2014 con l'operazione Eclissi i Carabinieri del Comando Compagnia Carabinieri di Gioia Tauro e della Stazione Carabinieri di San Ferdinando, a conclusione di complessa attività di indagine coordinate dalla Direzione Distrettuale Antimafia di Reggio Calabria, eseguivano numerose ordinanze di custodia cautelare in carcere contro appartenenti alle cosche di 'ndrangheta "BELLOCCO/CIMATO" e "PESCE/PANTANO" operanti nel centro abitato di San Ferdinando (RC). Tra i reati contestati, oltre all'associazione mafiosa, verranno accertati l'opprimente attività estorsiva contro commercianti della zona, il traffico di sostanze stupefacenti e l'infiltrazione mafiosa nell'ambito del Comune di San Ferdinando. Tra gli altri verranno tratti in arresto il Sindaco, il Vice Sindaco e un ex consigliere di minoranza della locale amministrazione comunale che il 30 ottobre 2014 verrà sciolta per infiltrazione mafiosa. Particolare scalpore fecero le gravi minacce di morte rivolte al Comandante della Stazione Carabinieri di San Ferdinando ed alla sua famiglia.[423][424][425][426][427][428]
- Il 28 ottobre 2014 ha luogo a Lamezia Terme l'operazione Chimera 2 che porta all'arresto di 18 persone: Pasquale Torcasio, Domenico Torcasio, Giovanni Torcasio, Federico Gualtieri, Nicola Gualtieri, Francesco Gualtieri, Giuseppe Rainieri, Luciano Cimino, Giancarlo Chirumbolo, Luciano Arzente, Nino Cerra, Angelo Francesco Paradiso, Antonio Gualtieri, Cesare Gualtieri, Massimo Crapella, Giuseppe Gullo, Nicola Gualtieri, Vincenzo Torcasio.[429]
- Il 28 ottobre 2014 si conclude l'operazione Quadrifoglio del ROS dei Carabinieri che porta all'arresto di 13 persone per associazione mafiosa e altri crimini. Le 'ndrine colpite sarebbero i Galati ubicati a Cabiate in Provincia di Como e i Mancuso di Limbadi del locale di Mariano Comense con a capo Salvatore Muscatello (già condannato nel processo Infinito).[430]
- Il 18 novembre 2014 con l'operazione Insubria vengono arrestate 40 persone, presunte affiliate ai locali di Fino Mornasco, Cermenate e Calolziocorte in provincia di Lecco e Como. Per la prima volta viene filmato il rito di passaggio alla dote di Santa.[431][432][433]
- Il 4 dicembre 2014 si conclude l'operazione Caput mundi in cui a Roma vengono sequestrati beni mobili e immobili dal valore di 3,5 milioni di euro riconducibili ai Gallico, tra cui il bar Chigi.[434]
- Il 10 dicembre 2014, nell'operazione Padrino della Polizia di Stato di Reggio Calabria, vengono arrestati a Reggio Calabria 25 presunti affiliati alla cosca Tegano.[435]
- Il 10 dicembre 2014, durante l'operazione Quarto passo dei carabinieri del ROS di Reggio Calabria, vengono arrestate a Perugia, e in particolare nella frazione di Ponte San Giovanni, 61 persone presunte affiliate al Locale di Cirò accusate di associazione di tipo mafioso, estorsione, usura, danneggiamento, bancarotta fraudolenta, truffa, trasferimento fraudolento di valori, traffico di stupefacenti e sfruttamento della prostituzione. Per questi ultimi due tenevano contatti con la criminalità albanese. Sono stati inoltre sequestrati beni del valore di 30 milioni di euro.[435][436][437]
- Il 18 dicembre 2014 si conclude l'operazione Ultima Spiaggia che porta all'arresto di 52 persone per associazione mafiosa, estorsione, corruzione e traffico di droga.[438]

### 2015
- Il 28 gennaio 2015 si conclude l'operazione Aemilia con l'arresto di 160 persone in Emilia-Romagna, Lombardia, Piemonte, Veneto, Calabria e Sicilia delle procure di Bologna, Catanzaro e Brescia tra cui affiliati dei Grande Aracri e il presunto capo di Reggio Emilia Nicolino Sarcone, il capogruppo di Fi di Reggio Emilia, Giuseppe Pagliani. Le persone sono accusate di: associazione di tipo mafioso, estorsione, usura, porto e detenzione illegali di armi, intestazione fittizia di beni, reimpiego di capitali di illecita provenienza, emissione di fatture per operazioni inesistenti.[439][440]
- Il 29 gennaio 2015 si conclude l'operazione Kyterion diretta dalla Direzione distrettuale antimafia di Catanzaro che porta all'arresto di 37 presunti affiliati ai Grande Aracri.[441]
- Il 16 febbraio 2015 la Guardia di Finanza conclude l'operazione Gentleman che porta all'arresto 33 persone presunte affiliate degli Abbruzzese che avevano diramazioni in Puglia, Basilicata, Piemonte, Emilia-Romagna e Lombardia con un giro d'affari nel campo del narcotraffico del presunto valore di 45 milioni di euro. La cocaina proveniva dal Sud America mentre l'eroina e la marijuana dall'Europa dell'est.[442][443]
- Il 7 maggio 2015 durante l'operazione Columbus vengono arrestate 16 persone per traffico internazionale di droga proveniente dalla Costa Rica. Fu coinvolto anche il titolare della pizzeria Cucino a modo mio nel Queens a New York[444]. Il proprietario della pizzeria Gregorio Gigliotti, originario di Pianopoli (CZ) ma residente da trent'anni a Whitestone (New York) sarebbe stato in contatto anche con Anthony Federici, vicecapo della famiglia Genovese di cosa nostra statunitense. In Calabria era invece in contatto a Francesco e Carmine Violi vicini agli Alvaro di Sinopoli. Gigliotti avrebbe occupato nell'attività del narcotraffico il posto di Giulio Schirripa dopo il suo arresto nel 2008, il quale già doveva dei soldi allo stesso Gigliotti.[445]
- Il 14 maggio 2015 si conclude l'operazione Andromeda vengono arrestate 32 persone tra cui l'imprenditore Franco Perri, titolare del più grande centro commerciale della provincia di Catanzaro: "I due mari", viene ricostruito l'omicidio del presunto boss Antonio Torcasio del 23 maggio 2003 e il tentato omicidio contro Vincenzo Torcasio ad opera degli Iannazzo e dei Cannizzaro-Daponte. Viene fatta luce anche sulla pace tra gli Iannazzo-Giampà ed i Torcasio-Gualtieri grazie alla mediazione di clan del reggino.[446]
- Il 15 giugno 2015 con l'operazione Trait union viene sgominato un traffico di droga internazionale che ha portato all'arresto di 17 persone tra presunti esponenti della 'ndrangheta e criminali francesi. L'hasish proveniva dal Marocco, che all'occasione poteva venire scambiate con cocaina in Martinica, in centro America. Per la 'ndrangheta vi erano presunti esponenti delle famiglie Gallico e Molè residenti ad Imperia e sulla Costa Azzurra, ma anche i Magnoli di Rosarno, legati ai Stanganelli, ai Molè e ai Giovinazzo.[447][448]
- Il 17 giugno 2015 si conclude un'operazione della Dda di Reggio Calabria e del Gico di Catanzaro con il contributo della DEA statunitense e della Guardia Civil spagnola che blocca un traffico internazionale di droga tra gli Alvaro, i Pesce e i Coluccio-Aquino insieme ad un comandante delle FARC colombiane. L'organizzazione aveva basi in Brasile, Argentina, Repubblica Dominicana, Colombia, Spagna e Montenegro. Durante l'operazione è stato sequestrato un carico di cocaina presente nell'imbarcazione Pandora Lys al largo di Viana do Castelo tra Spagna e Portogallo.[449]
- 2 luglio 2015: Operazione Eclissi 2 contro i Bellocco-Cimato e Pesce-Pantano.[450][451]
- Il 7 luglio 2015 con l'operazione Acheruntia vengono arrestati presunti esponenti dei Lanzino-Ruà poiché imponevano ai commercianti l'uso di slot machine truccate. Inoltre la cosca avrebbe condizionato le attività del dipartimento Agricoltura e Forestazione della Regione Calabria e del comune di Acri per l'ottenimento di appalti pubblici. Tra gli indagati anche l'ex assessore regionale dell'agricoltura dell'UDC Michele Trematerra.[452][453]
- Il 7 luglio 2015 con l'operazione Rheinbrücke del Comando Provinciale di Reggio Calabria scattano gli arresti per 10 persone presunte affiliate alla Società di Singen. L'operazione conferma anche l'esistenza di delle locali di Rielasingen, Ravensburg ed Engen.[454][455]
- Il 9 luglio 2015 si conclude l'operazione Overting, iniziata nel 2005, che ha portato all'arresto di 44 persone tra cui persone legate ai Mancuso, in collaborazione con un gruppo criminale albanese di Fiano Romano per traffico internazionale di cocaina. La droga proveniva dal Cile, Venezuela e Colombia e grazie anche al broker 'ndranghetista Domenico Trimboli pentito dal 19 marzo 2015. L'incontro con i narcos per l'accordo sullo scambio avveniva invece in Spagna. In Calabria, a Spilinga c'era la raffineria per recupera la cocaina liquida impregnata in partite di vestiti o allo stato solido in piastrelle per pavimenti. Per comunicare usavano la chat criptata dei telefoni Blackberry o un profilo di posta elettronica a cui accedevano con le credenziali usando l'opzione "salva in bozza".[456][457][458][459]
- Il 28 settembre 2015 si conclude l'operazione Acero-Krupy della Procura nazionale antimafia, che rivela la gestione ad Amsterdam di un import-export internazionale di floricoltura, i Commisso di Siderno invece nella ricettazione internazionale di cioccolata di grandi marchi del valore di 7 milioni di euro. Sono susseguiti 50 arresti per presunti affiliati alle 'ndrine Macrì, Commisso, Coluccio e Crupi per traffico internazionale di stupefacenti e associazione mafiosa.[460][461]
- Il 9 ottobre 2015, con l'operazione Showdown 2 vengono sequestrati alla cosca Sia beni dal valore di 2,2 milioni di euro dalla Guardia di Finanza di Catanzaro.[462][463]
- Il 15 ottobre 2015 si conclude l'operazione Columbus 2 condotta dalla polizia italiana e dalle forze dell'ordine della Costa Rica che porta all'arresto di 7 costaricensi collegato col traffico di droga internazionale messo in piedi a New York da Gregorio Gigliotti che faceva viaggiare lo stupefacente tra Paesi Bassi, Belgio e Spagna.[464]
- Il 21 ottobre 2015, durante l'operazione Hunters, a Torino e Nichelino vengono eseguiti 13 arresti per traffico di droga, usura e intestazione fittizia di beni. I ricavi degli illeciti venivano utilizzati anche per aiutare i familiari dei boss arrestati durante l'operazione Minotauro del 2011.[465][466]
- Il 27 ottobre 2015 si conclude l'operazione Hydra della Guardia di Finanza tra cui persone presunte legate ai Mancuso accusate di riciclaggio ed in particolare l'imprenditore Ferruccio Bevilacqua accusato di usura, tra gli indagati e presunti prestanomi anche l'ex Idv della Regione Lazio Vincenzo Maruccio.[467]
- Il 15 dicembre 2015 vengono eseguiti 36 fermi, di cui 8 arresti, dalle forze dell'ordine che concludono l'operazione Saggio Compagno per traffico di stupefacenti, estorsione, porto d'armi illecito e associazione mafiosa contro presunti affiliati ai Petullà, i Foriglio e i Ladini.[468]
- Il 15 dicembre 2015 si conclude l'operazione Tivoli Silentes dei Carabinieri del Comando Provinciale di Roma che porta all'arresto di 9 persone di cui 4 presunti affiliati ai Nirta-Romeo-Giorgi con sequestri a Tivoli, Guidonia Montecelio, Castelnuovo di Porto ma anche ad Africo e Bovalino.[469][470]

### 2016
- Il 4 gennaio 2016 si conclude l'operazione Kyterion 2 diretta dalla Direzione distrettuale antimafia di Catanzaro che porta all'arresto di 16 presunti affiliati ai Grande Aracri, dalle indagini si scoprono presunti tentativi di collegarsi ad esponenti del Vaticano e della Corte di cassazione, nonché l'intrusione in ordini massonici e cavalierati da parte del capo-locale Nicolino Grande Aracri. A quest'ultimo sarebbe attribuito un conto corrente con 200 milioni di euro a cui è collegata una fideiussione per un investimento edilizio in Algeria.[471][472]
- Il 14 gennaio 2016 i carabinieri portano a termine l'operazione Big bang che permette di arrestate 20 persone tra Torino e la Provincia di Reggio Calabria, accusati di traffico di droga, gestione di bische clandestine, estorsione e usura tra cui Adolfo e Aldo Cosimo Crea considerati i capi dell'organizzazione e aventi la dote di padrino nella 'ndrangheta e già arrestati nel 2011 durante l'operazione Minotauro, liberati rispettivamente nel 2015 e nel 2014.[473][474]
- Il 25 gennaio 2016 si conclude l'operazione Antibes che porta all'arresto di 16 persone presunte affiliate al locale di Pellaro (Reggio Calabria) tra cui ci sarebbero i fiancheggiatori della latitanza del boss Giovanni Franco conclusasi ad Antibes nel novembre 2013.[475]
- Il 18 febbraio 2016 si conclude l'operazione Crociata dei carabinieri che porta all'arresto di 28 persone tra cui alcuni presunti affiliati al locale di Mariano Comense, in Provincia di Como, in Lombardia. Gli arrestati sono accusati di traffico internazionale di droga, estorsione e rapina. Facevano venire l'hashish dal Marocco, la marijuana dall'Albania e la cocaina dalla Romania.[476]
- Il 10 marzo 2016 si conclude l'operazione Tipographic che porta all'arresto di 36 persone presunte affiliate agli Ursino, Macrì, i Jerinò, i Rumbo-Galea-Figliomeni, i Bruzzese e i Mazzaferro di Siderno, Gioiosa Jonica e Marina di Gioiosa Jonica e accusati di estorsione, usura e associazione mafiosa.[477][478]
- Il 15 marzo 2016 si conclude l'operazione Sistema Reggio che porta all'arresto di 17 persone, presunte affiliate ai De Stefano, tra cui Giorgio De Stefano e Franco e dei Serraino e Araniti. Dall'indagine si evince anche il controllo da parte delle cosche dell'accesso al lavoro negli esercizi commerciali della città di Reggio Calabria.[479][480]
- Il 21 marzo 2016 si conclude l'operazione Nettuno della Guardia di Finanza che porta al sequestro di beni del valore di 500 milioni di euro riconducibili ad affiliati degli Iannazzo e tra cui il centro commerciale dei due Mari di Maida (CZ), l'ipermercato Midway di Lamezia Terme. Questi di proprietà dell'imprenditore Francesco Perri, accusato di essere effettivamente sodale con il capocosca Vincenzino Iannazzo.[481]
- 13 aprile 2016: Operazione Colombiani d'Aspromonte contro i Nirta-Strangio, i Giorgi, i Violi e gli Italiano.[482]
- Il 16 aprile 2016 si conclude l'operazione Mar Ionio, durata 5 anni, conclusasi con 6 arresti di presunti appartenenti Ruga-Metastasio-Loiero tra Milano e Monasterace. Avevo messo in piedi un traffico di droga con base logistica a Sesto San Giovanni, che importava cocaina dal Brasile e poi veniva venduta in Italia, Germania e Paesi Bassi.[483]
- Il 20 aprile 2016 si conclude l'operazione Costa pulita di Polizia di Stato, Carabinieri e Guardia di Finanza contro i Mancuso ed in particolare la figura del boss Pantaleone Mancuso che pianificava tutto da un bar di Nicotera, e le 'ndrine Accorinti, La Rosa e Grande che gestivano con soldi illegali anche i traghetti turistici per le isole Eolie. C'è stato un sequestro di beni di 70 milioni di euro. Gli Accorinti a Briatico avrebbero poi influenzato la festa tradizionale religione del paese che si svolge ogni 16 luglio della Madonna del Monte Carmelo. Viene infine accusato di concorso esterno in associazione mafiosa Andrea Niglia, presidente della Provincia di Vibo Valentia e sindaco di Briatico.[484]
- Il 10 maggio 2016 si conclude l'operazione Fata Morgana che porta all'arresto di 7 persone presunte contigue alla 'ndrangheta reggina e al sequestro del centro commerciale La Perla dello Stretto.[485]
- Il 15 luglio 2016 si conclude a Reggio Calabria l'operazione Mammasantissima del Ros dei Carabinieri che porta all'arresto di 3 persone: Alberto Sarra ex consigliere regionale della Calabria, Giorgio De Stefano avvocato e Francesco Chirico, anch'esso avvocato; inoltre è indagato anche il già arrestato Paolo Romeo ex deputato del Psdi e viene presentata la richiesta d'arresto del senatore di Grandi autonomie e libertà Antonio Caridi.[486][487]
- Il 19 luglio 2016 con la conclusione dell'operazione Alchemia della DDA di Reggio Calabria e dello SCO di Roma vengono arrestate 40 persone tra la Calabria e la Liguria presunte affiliate dei Gullace-Raso-Albanese e Parrello-Gagliostro oltre che politici e imprenditori accusati di associazione mafiosa, contraffazione, corruzione, intestazione fittizia di beni e società. Tentavano di infiltrarsi negli appalti per la costruzione del Terzo valico ferroviario di alta velocità Genova-Milano in Liguria e per appalti inerenti al trasporto pubblico e allo smaltimento rifiuti a Roma. Risultano indagati il senatore Antonio Caridi e il vicepresidente del consiglio regionale della Calabria Francesco D'Agostino. Sono stati rilevate la gestione di aziende di igiene ambientale e industriale, di produzione di lampade a led e del settore tradizionale del movimento terra ma anche investimenti immobiliari in Francia (Costa Azzurra), Brasile e in Spagna (Isole Canarie).[488][489]
- Il 19 luglio 2016 con la conclusione dell'operazione Frontiera dei Carabinieri di Cosenza che porta a 58 ordinanze di custodia cautelare viene arrestato il boss Francesco Muto condannato per associazione mafiosa. L'operazione è scaturita dall'omicidio in Campania del sindaco di Pollica Angelo Vassallo.[490]
- Il 3 agosto 2016 si conclude l'operazione Vulcano nei confronti di 12 presunti esponenti delle famiglie Piromalli, Molè, Alvaro e Pesce accusati di traffico internazionale di droga.[491]
- Il 2 settembre 2016 si conclude l'operazione Isola Felice che porta all'arresto di presunti esponenti dei Ferrazzo, operanti in Abruzzo e Molise; in particolare a San Salvo, Campomarino e Termoli.[492]
- Il 18 ottobre 2016 si conclude l'operazione Six towns che smantella il Locale di Belvedere Spinello nell'omonima città, che aveva propaggini anche a Rocca di Neto, Caccuri, Cerenzia e Castelsilano e un distaccamento anche a Rho (Provincia di Milano). Vengono arrestate 30 persone accusate di associazione mafiosa, traffico di droga.[493][494][495][496]
- Il 20 ottobre 2016 si conclude l'operazione Confine 2 volta a individuare l'autore dell'omicidio di Andrea Ruga (13 gennaio 2011) e l'articolazione della cosca Ruga-Gallace-Leuzzi a seguito del predetto omicidio, per scoprire l'autore dell'incendio alla farmacia Mazzone di Monasterace e del bruciamento dell'autovettura dell'ex ministro Maria Carmela Lanzetta. I Carabinieri arrestano 14 persone accusate di associazione mafiosa, estorsione, danneggiamenti e spaccio di sostanze stupefacenti.[497][498]
- Il 25 ottobre 2016 si conclude l'operazione Rent che scopre la presunta contiguità di 32 persone tra cui 12 imprenditori con esponenti degli Aquino-Coluccio e dei Piromalli e dei Bellocco, i quali sarebbero riusciti ad ottenere i lavori per la costruzione del padiglione della Cina e dell'Ecuador di Expo 2015 a Milano, per la costruzione della rete fognaria della stessa esposizione, della costruzione del centro commerciale di Arese il Centro. Sono stati inoltre sequestrati beni immobili del valore di 15 milioni di euro in Italia: a Reggio Calabria, Catanzaro, Catania, Bergamo, Bologna, Brescia e Mantova mentre all'estero un immobile in Marocco ed il complesso turistico-sportivo Moliviu ad Pitești, in Romania, ancora in costruzione del valore di 80 milioni di euro di cui 27 messi in campo dall'Unione europea. Il dominus al centro dell'operazione sarebbe Antonio Stefano, vicino al presunto boss Giuseppe Coluccio, accusato di gestire traffico di droga ed il reinvestimento del denaro illecito guadagnato insieme a Graziano Macrì e Salvatore Piccoli.[499] L'operazione è un seguito di Underground.
- Il 27 ottobre 2016 si conclude l'operazione Nexum dei Carabinieri che porta all'arresto di 5 persone, presunte affiliate ai Paviglianiti.[500]
- Il 3 novembre 2016 si conclude l'operazione Lex contro presunti esponenti dei Chindamo-Lamari di Laureana di Borrello e le loro propaggini di Voghera (PV) e Bregnano (CO). Sono accusati di traffico di droga e sono state sequestrare quattro imprese edili, la società calcistica di Promozione (Girone B) Polisportiva Laureanese, un'edicola e un supermercato.[501]
- 15 novembre 2016: Operazione Sansone contro i Condello, gli Imerti e i Zito-Bertuca.[502]
- 19 novembre 2016: Operazione Sansone 2 contro i Condello e gli Imerti.[503]
- Il 29 novembre 2016 si conclude l'operazione Borderland che arresta 48 persone presuntamente coinvolte nella cosca Trapasso di Cropani (CZ) e Tropea di Catanzaro ad essa sodale. Le cosche attraverso 2 uomini avevano interessi anche in Emilia-Romagna, soprattutto a Parma (ma anche Bologna e Reggio Emilia). Nel comune d'origine alle ultime elezioni del 2014 avrebbero sostenuto l'attuale vicesindaco ed erano coinvolti nelle attività di diversi villaggi turistici.[504][505][506]
- Il 7 dicembre 2016 si conclude l'operazione Ecosistema che porta all'arresto di 14 persone, tra cui il sindaco di Bova Marina Vincenzo Crupi, il vicesindaco Giuseppe Benavoli e l'assessore all'ambiente Alfredo Zappia di Brancaleone e due imprenditori nel settore dei rifiuti. Già arrestati in un'altra operazione Angelo e Natale Paviglianiti. Sono accusati di vari reati tra cui corruzione e turbativa d'asta e di aver agito con modalità mafiose favorendo le 'ndrine degli Iamonte e dei Paviglianiti.[507][508][509]

### 2017
- Il 10 gennaio 2017 si conclude l'operazione Buena Ventura durata due anni che scopre un traffico internazionale di droga diretto da Rocco Morabito dei Morabito-Bruzzaniti-Palamara che era in contatti con esponenti di quei cartelli colombiani non in sodalizio con le FARC.[510][511]
- Il 10 gennaio 2017 si conclude l'operazione Showdown 3 che porta all'arresto di 3 persone: Massimiliano Catanzariti, Massimiliano Sestito e Cosimo Zaffino, presunte affiliate ai Sia e accusate di associazione mafiosa, i quali avrebbero tentato di riacquisire il controllo criminale sull'area di Soverato. Zaffino sarebbe il capo di una 'ndrina a Gagliato.[512][513]
- Il 19 gennaio 2017 si conclude l'operazione Cumbertazione che porta al sequestro di 54 imprese e 34 imprenditori riconducibili ai Piromalli, ai Muto nella figura di Angelina Corsanto, moglie di Franco Muto e ai Lanzino-Ruà aggiudicandosi negli ultimi 3 anni 27 gare d'appalto. L'operazione nasce nel 2014 a seguito dell'operazione Ceralacca 2.[514][515]
- Il 25 gennaio 2017 si conclude l'operazione Stammer che chiede l'arresto di 54 persone e di cui 42 effettivamente arrestate, accusate a vario titolo di associazione per delinquere e traffico internazionale di sostanze stupefacenti, tra cui presunti affiliati dei Mancuso di Limbadi, dei Fiarè di San Gregorio d'Ippona, dei Pititto-Prostamo-Iannello di Mileto ed un gruppo di San Calogero, con il sequestro del più grande carico, 8 tonnellate di cocaina, mai eseguito in Italia. La droga partiva dalla Colombia, per poi giungere nei porti di Gioia Tauro, Genova e Napoli, attraverso la Spagna e i Paesi Bassi, per essere redistribuita in ben 15 regioni d'Italia, tra cui anche Sicilia e Campania dove le locali organizzazioni pare avrebbero provveduto allo spaccio, ma veniva distribuita anche nel Regno Unito.[516][517]
- Il 26 gennaio 2017 si conclude l'operazione Provvidenza che porta all'arresto di 33 persone collegate o affiliate ai Piromalli tra cui Antonio Piromalli, figlio di Pino Piromalli detto Facciazza, già in carcere. A Milano avevano messo in piedi in maniera illegale una serie di attività imprenditoriali in diversi settori: Pasquale Guerrisi si occupava dell'edilizia, si occupavano del settore turistico Francesco Cordì e Nicola Rucireta e Francesco Pronestì del settore abbigliamento. Il settore che gestivano in maniera internazionale era invece era quello alimentare ed in particolare la vendita di olio di sansa spacciato per olio di oliva negli Stati Uniti, grazie a Rosario Vizzari, amico di Antonio Piromalli in contatto con la società statunitense Olive oil company, e con le mafie del New Jersey, di Detroit, di Chicago e di Boston. L'olio veniva comprato in Grecia, Turchia e Siria, per poi passare dalla Calabria ed arrivare al mercato ortofrutticolo di Milano per poi essere spedito all'estero.[518][519]
- Il 31 gennaio 2017 si conclude l'operazione Dioniso e vengono eseguiti 47 arresti (di cui 23 ai domiciliari) nei confronti di presunti affiliati dei Torcasio-Gualtieri-Cerra che avevano gestito fino ad ora tre piazze di spaccio a Lamezia Terme: Trempa, Ciampa di Cavallo e Capizzaglie, con cocaina fornita dagli Strangio di San Luca, e la marijuana da elementi criminali pugliesi e albanesi.[520][521][522]
- Il 13 febbraio 2017 si conclude tra Lombardia, Veneto ed Emilia-Romagna l'operazione Valpolicella della DIA di Padova che hanno arrestato 3 persone, e altri 36 sono indagati e a vario titolo accusati di associazione mafiosa, estorsione, frode fiscale e rapina alcuni riconducibili ai Grande Aracri e Dragone del crotonese.[523]
- 23 marzo 2017: Operazione Gerry contro le cosche Bellocco, Piromalli, Molè, Avignone e Paviglianiti.[524][525]
- Il 4 aprile 2017 si conclude l'operazione Recherche che porta all'arresto di 11 persone ree di aver gestito la latitanza di Marcello Pesce, arrestato a dicembre 2016.[526]
- Il 15 maggio 2017 si conclude l'operazione Johnny della DDA di Catanzaro che ha portato all'arresto di 68 persone, molte riconducibili a membri degli Arena, accusati a vario titolo di: associazione mafiosa, estorsione, porto e detenzione illegale di armi, intestazione fittizia di beni, malversazione ai danni dello Stato, truffa aggravata, frode in pubbliche forniture e altri reati di natura fiscale, tutti aggravati dalle modalità mafiose. Erano riusciti ad inserirsi nella gestione del gioco e delle scommesse online nella città di Crotone e ad infiltrarsi nel centro di accoglienza per richiedenti asilo di Isola Capo Rizzuto, la struttura di questo tipo più grande d'Europa. Sarebbero coinvolti anche il parroco don Edoardo Scordio e Leonardo Sacco, presidente della sezione calabrese e lucana della Confraternita delle Misericordie che li avrebbe agevolati ad ottenere due Sprar realizzate nella medesima zona e dei centri a Lampedusa.[527][528][529]
- Il 23 maggio 2017 si conclude l'operazione Crisalide che porta all'arresto di 52 presunti affiliati dei Cerra-Torcasio-Gualtieri accusati a vario titolo di traffico di droga, estorsione, danneggiamenti, possesso illegale di esplosivi e associazione mafiosa.[530][531]
- Il 24 maggio 2017 si conclude l'operazione Area 51 che porta all'arresto di 21 persone, di cui presunti esponenti di 'ndrangheta dei Gallace che avevano base logistica ad Arluno, in Provincia di Milano da cui, almeno dal 2013, avrebbero organizzato traffici internazionali di cocaina con alcuni colombiani rifornendo in particolare la città stessa di Arluno, Sedriano e Vittuone. Il rapporto tra i Gallace di Guardavalle (CZ) e Arluno sarebbe stato gestito da Raffaele Procopio mentre il gruppo era guidato da Francesco Riitano, cugino di primo grado di Vincenzo Gallace (in carcere). Infine all'aeroporto di Malpensa due tecnici che si stavano apprestando a studiare le carlinghe degli aerei per poter all'interno nascondere lo stupefacente.[532][533]
- 8 giugno 2017: Operazione Crisalide 2, 7 arresti contro i Cerra-Torcasio.[534]
- Il 4 luglio 2017 si conclude l'operazione Mandamento Ionico che porta all'arresto di 116 presunti affiliati a 26 'ndrine dell'area ionica e i Ficara-Latella e i Serraino della città di Reggio Calabria delineando tutti i loro organigrammi: le indagini hanno permesso anche di descrivere i ruoli e il funzionamento di un tribunale di 'ndrangheta. Gli arrestati sono accusati di estorsione, danneggiamenti e infiltrazione in appalti pubblici.[535]
- 26 luglio 2017: Operazione 'Ndrangheta stragista contro la 'Ndrangheta e Cosa Nostra.[536][537]
- Il 10 ottobre 2017 la DDA di Roma conclude l'operazione La Romana - Fireman e scopre un gruppo criminale romano che trafficava droga proveniente dal Sud America, passante dalla Repubblica Dominicana che arrivava o all'aeroporto di Malpensa a Milano o al porto di Palermo o di Cagliari e destinata agli Alvaro di Sinopoli. 19 gli arrestati tra cui anche i dominicani Rony Berroa e Angelica Zarzuela, mentre un alto ufficiale della Policía Nacional dominicana, Familia Medina Santos, latitante fino ad aprile 2023.[538][539] È stato estradato in Italia nel mese di marzo 2024.
- 19 ottobre 2017: Operazione Aemilia 1992.[540][541]
- Il 7 novembre 2017 si conclude l'operazione Cumps-Banco nuovo nei confronti dei Morabito-Palamara con ordinanze di misura cautelare per 50 persone, di cui 32 in carcere, accusate a vario titolo di associazione mafiosa, concorrenza illecita, estorsione, falso ideologico violenza e minacce a pubblico ufficiale. Tra i colpiti i più giovani delle cosche che dimostravano il loro potere nel mondo reale tra Africo Nuovo, Brancaleone e Bruzzano Zeffirio e nei social network. Nel comune di Brancaleone sono entrati anche durante una riunione della giunta comunale per ottenere alcuni appalti pubblici.[542][543]
- Il 13 novembre 2017 si conclude l'operazione Lampo dei Carabinieri, durata 3 anni e partita dall'operazione Sant'Anna, che arresta 10 presunti affiliati ed il suo presunto capo Cataldo Caporosso che operavano a Massafra, Statte, Palagiano e il rione Tamburi di Taranto. La consorteria si era inserita nel mercato ittico e della cocaina locale. Le attività criminose del sodalizio criminale sarebbero state avallate sempre da Umberto Bellocco che dopo 21 anni di carcere avrebbe incontrato Cataldo Caporosso e conferendogli in casa sua la dote di padrino.[544]
- L'8 dicembre 2017 si conclude l'operazione Pietranera della squadra mobile di Catanzaro con cui hanno arrestato 7 presunti affiliati ai Gallelli che imponevano la guardianìa ad una grande azienda agricola di Badolato ma anche accusati di aver ottenuto illecitamente contributi dell'Unione europea.[545][546]
- Il 12 dicembre 2017 si conclude l'operazione Terramara-Closed che porta all'arresto di 44 persone e altre 4 sono coinvolte ma già in carcere presunte affiliate ai Avignone-Zagari-Fazzalari-Viola accusati di associazione mafiosa, estorsione, danneggiamenti e porto d'armi illegale, direttamente o indirettamente gestivano l'economia legale e illegale della città di Taurianova.[547][548]
- Il 14 dicembre 2017 si conclude l'operazione Conquista che porta all'arresto di 14 persone accusate di associazione mafiosa, omicidio, danneggiamenti ed estorsione in relazione all'espansione dei Bonavota su Maierato ai danni dei Cracolici.[549]

### 2018
- Il 9 gennaio 2018 si conclude l'operazione Stige porta all'arresto di 170 presunti affiliati o sodali dei Farao-Marincola e dei Giglio nel crotonese tra cui i presidenti dei consigli comunali di Cirò Marina, Strongoli, Mandatoriccio, Casabona e San Giovanni in Fiore e del presidente della Provincia di Crotone, 13 arresti sono avvenuti in territorio tedesco in Assia e a Stoccarda[550][551][552][553]. In Germania imponevano i loro prodotti vinicoli e i semilavorati per la pizza mentre in Calabria gestivano il mercato ittico, il gioco d'azzardo legale delle slot machine, i distributori di bevande, i servizi di onoranze funebri e la gestione dell'accoglienza dei migranti[550][551][552][553]; un imprenditore alle dipendenze dei locali di Casabona e Cirò avrebbe anche ottenuto lavoro per lo smaltimento di rifiuti tossici proveniententi dall'Ilva di Taranto[554]. Sono stati sequestrati beni a Crotone, Cosenza, Catanzaro, Roma, Milano, Torino, Bologna, Modena, Parma, Cremona, Carrara, Chioggia, Lurago d'Erba e Robecco d'Oglio.[554]
- Il 22 gennaio 2018 si conclude l'operazione Fiore Reciso ad opera della DIA di Padova con 16 arresti accusati a vario titolo di riciclaggio, spaccio e traffico di droga tra la provincia di Padova e Verona riconducibile alla 'ndrangheta di Isola Capo Rizzuto.[555][556]
- Il 23 gennaio 2018 si conclude un'operazione della Guardia di Finanza cominciata nel 2013 che blocca un traffico di droga tra la Colombia e i paesi di Corsico, Assago, Buccinasco e Trezzano sul Naviglio riconducibile ai Barbaro-Papalia.[557][558]
- Il 24 gennaio 2018 si conclude l'operazione Scramble condotta dalla Guardia di Finanza di Bologna e dallo SCICO arrestando in Emilia-Romagna, Lazio e Calabria diversi presunti esponenti dei Bellocco accusati a vario titolo di estorsione con l'aggravante del metodo mafioso per fatti accaduti nel 2011 in un'attività di scommesse legali a Roma che ha portato a minacce estorsive nei confronti dei figli del pentito Nicola Femia domiciliati a Conselice in provincia di Ravenna.[559][560]
- Il 19 febbraio 2018 si concludono le operazioni Martingala e Vello d'oro della Guardia di Finanza e della DIA che portano a 37 misure cautelari nei confronti di presunti affiliati ai Nirta (Scalzone), degli Araniti e dei Piromalli accusati di associazione per delinquere, estorsione, sequestro di persona, usura, riciclaggio e autoriciclaggio, attività finanziaria abusiva e trasferimento fraudolento di valori. Nelle operazioni si è eseguito anche un sequestro di beni dal valore di oltre 100 milioni d'euro, in particolare di aziende del settore della grande distribuzione, dell'edilizia, dell'acciaio e correlate ad appalti pubblici operanti in Toscana e all'estero, in particolare Slovenia e Regno Unito.[561][562][563]
- 1º marzo 2018: Operazione Stammer 2 - Melina[564][565][566][567]
- L'8 marzo 2018 si conclude l'operazione Nemea contro alcuni esponenti dei Soriano di Filandari, tra gli arrestati anche il presunto boss Leone Soriano appena rilasciato a settembre 2017 ed Emanuele Mancuso, accusati di detenzione e spaccio di stupefacenti e anche detenzione illegale di armi.[568][569][570]
- L'11 aprile 2018 si conclude l'operazione Roba di famiglia che arresta 16 persone intranee al locale di Zungri (anche a Nerviano nel milanese) e mette fine allo spaccio di stupefacenti sulla costa vibonese.[571][572]
- Il 20 aprile 2018 si conclude l'operazione Kaleos viene arrestato un gruppo di criminali di Cerignola (Foggia) che nel 2016 avevano rapinato il caveau di Sicurtransport nell'area industriale di Caraffa di Catanzaro per un valore di 8 milioni di euro insieme ad elementi della criminalità catanzarese e lasciando parte del bottino alla 'ndrangheta locale.[573][574]
- Il 3 maggio 2018 si conclude l'operazione Barbarossa in cui si scopre un'organizzazione 'ndranghetista operante tra l'astigiano e il cuneese delle famiglie Catarisano, gli Emma e gli Stampè con a capo Rocco Zangrà che faceva da riferimento per la 'ndrangheta del vibonese in Calabria. Sono accusati di estorsione, associazione mafiosa, traffico di droga e armi.[575]
- Il 3 maggio 2018 si conclude l'operazione The Hole che porta a 23 arresti per traffico di droga effettuate nelle province di Milano (Bollate e Cerro Maggiore), Como, Monza e Brianza, Novara, Reggio Emilia, Savona, Torino e Varese. La droga veniva fornita da membri della 'ndrangheta tra cui Domenico e Antonio Barbaro e Antonio Agresta capo-locale di Volpiano (Torino).[576]
- Il 7 maggio 2018 si conclude l'operazione Santa Cruz tra Reggio Calabria, Domodossola (VB), Milano, Gallarate e Busto Arsizio (VA), la Polizia di Stato ha eseguito un'ordinanza di custodia cautelare in carcere nei confronti di 13 soggetti ritenuti responsabili di traffico e spaccio di sostanze stupefacenti nella Val d'Ossola e nel confinante territorio elvetico. Le indagini hanno evidenziato l'esistenza di collegamenti con la Calabria, ove sono stati peraltro effettuati sequestri di sostanze stupefacenti. Tra gli arrestati figura Russo Giovanni Rosario di Roccaforte del Greco (RC), già condannato nei primi anni '90 per traffico internazionale di stupefacenti e ritenuto contiguo a soggetti appartenenti alla 'ndrangheta insediatisi in Val d'Ossola, vicini alla famiglia Paviglianiti di San Lorenzo (RC), nonché ai Morabito di Africo (RC).[577]
- Il 9 maggio 2018 si conclude l'operazione Ignoto 23, nome nato dall'indagine Infinito del 2010 poiché Fortunato Calabrò fu l'unico a non essere individuato nel summit della Lombardia a Paderno Dugnano. Nella nuova operazione è stato accusato di associazione mafiosa e gli è stato sequestrato oltre 1 milione di euro[578] e Rosario Sarcone vengono sequestrati beni dal valore di 1 400 000 euro.[579]
- Il 10 maggio 2018 si conclude l'operazione Thalassia che porta all'arresto di 6 persone legate ai Tegano-Condello che avrebbero avuto interessi alla costruzione del complesso immobiliare Thalassa a Reggio Calabria incominciato nel 2006. Gli arrestati: Andrea e Francesco Vazzana (nipoti del boss Pasquale Condello), Franco Polimeni (ritenuto espressione della cosca Tegano), gli imprenditori Demetrio e Salvatore Postorino e Francesco Richichi.[580]
- 31 maggio 2018: Operazione Viceré contro il clan Belfiore.[581][582][583][584][585]
- Il 21 giugno 2018 si conclude l'operazione Happy Dog che ha portato a 11 provvedimenti di custodia cautelare nei confronti di presunti esponenti degli Zagari-Viola-Fazzari per aver condizionato appalti relativi alla gestione del canile Il Parco a Taurianova e di Mister Dog a Melissa nel crotonese. Tra gli arrestati anche il rappresentante per la Piana di Gioia Tauro dell'associazione "Animalisti italiani".[586][587]
- Il 27 giugno 2018 si conclude l'operazione Arma Cunctis della Direzione distrettuale antimafia che ha portato all'arresto di 38 persone presunte affiliate ai Cataldo e ai Commisso accusate a vario titolo di traffico di armi passante da Malta, dalla Sicilia e dalla Francia. Il sodalizio riforniva le altre 'ndrine.[588]
- Il 9 luglio 2018 si conclude l'operazione Ires (iniziata a settembre 2017) che disarticola la consorteria emergente dei Cacciola e dei Grasso, per un totale di 31 arresti, che approfittando sin dal 2013 dell'indebolimento dei Pesce-Bellocco nell'area di Rosarno a causa delle numerose operazioni di polizia grazie a un'alleanza con alcune famiglie di San Luca riesce a inserirsi nel traffico di cocaina proveniente dalla Colombia e di hashish proveniente dal Marocco attraverso gruppi criminali spagnoli; lo stupefacente veniva poi dirottato in Piemonte e nell'hinterland di Milano. Viene fatta luce anche sull'omicidio di Domenico Cacciola nel 2013: ucciso da Francesco Barone vicino ai Bellocco in quanto amante di sua madre Francesca Bellocco, anch'essa uccisa. Il 16 settembre 2017 viene tentato il sequestro di Salvatore Consiglio, anch'esso vicino ai Grasso ad opera del figlio di Domenico Cacciola, Gregorio Cacciola.[589][590]
- Il 12 luglio 2018 si conclude l'operazione Via col vento che porta all'arresto di 13 persone presunte sodali delle 'ndrine Paviglianiti, Mancuso, Anello e Trapasso che volevano infiltrarsi negli appalti di costruzione dei parchi eolici delle province di Reggio Calabria, Crotone, Vibo Valentia e Catanzaro e accusate a vario titolo di associazione mafiosa, estorsione e illecita concorrenza[591][592]. Tra gli arrestati anche il sindaco di Cortale (CZ).[591]
- Il 21 luglio 2018 con l'operazione Giardini segreti vengono arrestate 21 persone facenti capo a Emanuele Mancuso, ora pentito, figlio di Pantaleone, in quanto accusati di gestire la coltivazione e il traffico di marijuana con semi acquistati via internet da un sito ora oscurato e piantati con droni.[593]
- Il 30 luglio 2018 si conclude l'operazione Trigarium che porta all'arresto di 11 persone presunte affiliate o vicine al neo-scoperto locale di Roccabernarda, il cui capo sarebbe Antonio Santo Bagnato. I reati commessi sono omicidio, tentato omicidio, danneggiamenti, abuso d'ufficio, omicidio di animali. Coinvolti anche dei tecnici comunali.[594][595]
- Il 31 luglio 2018 si conclude l'operazione Theorema-Roccaforte contro presunti esponenti dei Libri di cui oggi a capo ci sarebbe Filippo Chirico, marito della figlia di Pasquale Libri. L'operazione vede gli arrestati accusati di estorsione e registra un controllo pervasivo sul quartiere Gallina di Reggio Calabria tale da imporre anche chi deve occupare abusivamente alloggi INPS.[596]
- Il 24 settembre 2018 si conclude l'operazione Iris che porta a 18 arresti tra cui presunti affiliati agli Alvaro e tra cui il sindaco di Delianuova, sospettato di essere anche lui un affiliato, a vario titolo sono accusati di associazione a delinquere di stampo mafioso, estorsione e truffa aggravata.[597]
- Il 15 ottobre 2018 si conclude l'operazione Atlantic che porta all'arresto di 15 persone accusate a vario titolo di spaccio di sostanze stupefacenti (cocaina, marijuana e hashish), i cui proventi sarebbero stati reinvestiti nel bar Atlantic e nel bar Rafael del parco comunale di Lonate Pozzolo ed in un'area di parcheggio a Ferno, nei pressi di Malpensa.[598]
- Il 23 ottobre 2018 si conclude un'operazione dei carabinieri di Corsico contro il traffico di droga da Milano e Como con cui vengono arrestate 14 persone. Sarebbe stato messo in piedi uno spaccio di cocaina affidato ai marocchini da 4 fratelli dei Barbaro-Papalia: Antonio, Francesco, Giuseppe e Salvatore Barbaro figli di Pasquale Barbaro.[599]
- Il 12 novembre 2018 si conclude l'operazione Quinta Bolgia della Direzione distrettuale antimafia che porta a 24 ordinanze di custodia cautelare per la cosca degli Iannazzo-Daponte-Cannizzaro e Giampà che fanno riferimento a Vincenzo Torcasio ma anche per due esponenti politici: il consigliere di Lamezia Terme Luigi Muraca e l'ex deputato Giuseppe Galati (deputato dal 1996 al 2018) e alcuni dirigenti comunali. Sarebbero accusati di essersi inseriti illecitamente nella gestione delle ambulanze, delle onoranze funebri e della fornitura di materiale sanitario dell'azienda sanitaria provinciale.[600][601]
- Il 14 novembre 2018 si conclude l'operazione Galassia della Guardia di Finanza, della DIA, della polizia e dei carabinieri in cui il presunto membro dei Pesce-Bellocco Antonio Zungri, alcuni membri dei Tegano e forse dei Piromalli insieme a camorristi e a criminali pugliesi (clan Capriati e Parisi) si erano inseriti illegalmente nella rete commerciale delle società di scommesse online "Planetwin365", "Betaland", "Enjoybet" e "Planetwin". Gli affiliati dei Tegano inoltre nel 2016 andarono in pellegrinaggio a Polsi, e rendevano omaggi con musica di tarantella passando di fronte al carcere di Reggio Calabria e alle case circondariali Arghillà, e davanti alla casa di Roberto Franco, capo-'ndrina di Santa Caterina.[602][603]
- Il 28 novembre 2018 si conclude l'operazione della Guardia di Finanza e dello Scico Nebbia calabra che porta al sequestro di beni del valore di 8,5 milioni di euro a presunti affiliati degli Iamonte a Bologna[604]. Tra le attività sequestrate c'è un tabacchi del centro commerciale Pilastro forse acquisito con il finanziamento di 'ndranghetisti di Desio in Lombardia[604]. Tre persone sono accusate di intestazione fittizia di beni.[604]
- Il 5 dicembre 2018 si conclude l'operazione European 'ndrangheta connection (ex Pollino) condotta dalla procura nazionale antimafia insieme all'Eurojust e partita da forze dell'ordine olandesi che ha portato all'arresto di un'organizzazione di 90 persone dedita al traffico internazionale di stupefacenti tra Belgio, Paesi Bassi, Germania, Italia, Colombia e Brasile e che colpisce alcuni esponenti dei Pelle-Vottari, dei Romeo detti Stacchi, degli Cua-Ietto, degli Ursino e dei Nirta-Strangio nonché esponenti della criminalità turca. Tra gli arrestati Giuseppe e Francesco Marando, José Manuel Mammoliti, Giovanni Giorgi, Antonio Costadura detto U Tignusu, Domenico Romeo detto Corleone, Francesco Luca Romeo, Sebastiano Romeo e Domenico Strangio. Sono accusati alcuni anche di intestazione fittizia e associazione mafiosa, l'operazione ha anche portato al sequestro di diverse tonnellate di cocaina e alla scoperta di azioni di riciclaggio, di pagamenti in bitcoin, e dell'uso di attività ristorative come supporto alla logistica del traffico. Le città coinvolte sono: Horst, Venray, Amsterdam e Rotterdam per i Paesi Bassi, Brüggen in Renania Settentrionale-Vestfalia per la Germania.[605][606][607][608][609]
- Il 20 dicembre 2018 si conclude l'operazione Tisifone della Polizia che porta all'arresto di 21 persone, tra cui membri dei Nicoscia che stavano per prepararsi a una guerra con i clan di Crotone, Isola Capo Rizzuto e Petilia Policastro in cui sarebbe dovuto morire Salvatore Capicchiano[610]. Le 'ndrine sarebbero coinvolte nel giro delle slot machine truccate e nella gestione della sicurezza nei locali notturni.[611][612]

### 2019
- Il 23 gennaio 2019 si conclude l'operazione Geenna[613] e vengono arrestate 16 persone di un sodalizio operante in regione come Locale di Aosta almeno dal 2014 e riconducibili ai Nirta Scalzone, ai Raso e ai Mammoliti tra cui un consigliere di Saint Pierre, uno di Aosta e un consigliere regionale dell'Union Valdôtaine (all'epoca dei fatti a lui contestati era assessore) e accusati a vario titolo di associazione mafiosa, concorso esterno, traffico di droga, estorsione. L'associazione trafficava in droga proveniente dalla Spagna.[614][615][616]
- Il 29 gennaio 2019 si conclude l'operazione Ossessione che porta all'arresto di 25 persone, tra cui presunti esponenti dei Mancuso in sodalizio con criminali albanesi (Elisabeta Kotja), marocchini e narcos colombiani, venezuelani (Clara Ines Garcia Rebolledo) e dominicani per un traffico internazionale di droga tra cui cocaina e hashish albanese e marocchina e con il criminale Giuseppe Campisi insieme ai Mazzaferro per l'hinterland di Milano e Carlo Cuccia e Ivo Menotta come custodi delle armi a Tradate.[617]
- Il 12 febbraio 2019 si conclude l'operazione Terry che in Veneto hanno portato a 7 arresti, le persone sono accusate a vario titolo e con modalità mafiose di aver commesso estorsioni, minacce, trasferimento fraudolento di valori e sarebbero appartenenti al gruppo criminale dei Multari, insediatosi negli anni '80 originari di Cutro e legati ai Grande Aracri.[618] Ad un imprenditore sarebbe stato bruciato il suo yacht Terry ormeggiato ad Alghero.[619][620]
- L'11 marzo 2019 vengono arrestate 19 persone tra la Calabria e la Lombardia, accusate a vario titolo di danneggiamento, riciclaggico, estorsione e associazione mafiosa. Operavano tra le province di Bergamo e Brescia e sarebbero riconducibili ai De Stefano.[621]
- Il 12 marzo 2019 si conclude l'operazione Camaleonte che porta all'arresto di 33 persone nelle città di Treviso, Vicenza, Padova, Belluno, Rovigo, Reggio Emilia, Parma, Milano e Crotone accusate di far parte di un sodalizio di 'ndrangheta riconducibile ai Grande Aracri e a vario titolo accusate di associazione mafiosa, estorsione, violenza, usura, sequestro di persona e riciclaggio.[622][623]
- Il 18 marzo 2019 si conclude l'operazione Carminius contro un sodalizio di 'ndrangheta riconducibile ai Bonavota composto da 16 persone operante nella provincia di Torino, in particolare a Carmagnola e Vibo Valentia almeno dal 2012. Sono accusati a vario titolo di traffico di droga, gestione illecita di slot machine, fatture false e associazione mafiosa.[624][625][626]
- Il 9 aprile 2019 si conclude l'operazione Rimpiazzo contro 31 persone operanti in provincia di Bologna facenti capo al locale di Piscopio della frazione Piscopio di Vibo Valentia. Sono accusate a vario titolo di associazione mafiosa, estorsione, danneggiamento, rapina, traffico di droga, spaccio di droga, detenzione illegale di armi ed esplosivi.[627][628][629][630]
- 12 aprile 2019: Operazione Errore fatale contro i Mancuso.[631][632][633][634][635][636]
- Il 29 maggio 2019 si conclude l'operazione Malapianta della Guardia di Finanza di Crotone che porta all'arresto di 35 persone nella provincia di Crotone accusate a vario titolo di associazione mafiosa, traffico e spaccio di stupefacenti attivo in 5 regioni e all'estero, usura e estorsione per gli operatori turistici crotonesi. I membri farebbero parte della Locale di San Leonardo di Cutro con a capo i Trapasso e i Mannolo, legati ai Grande Aracri ma che coinvolgeva anche membri crotonesi e catanzaresi.[637][638]
- 31 maggio 2019: Operazione Selfie contro i Pelle-Vottari.[639][640][641][642]
- Il 6 giugno 2019 si conclude l'operazione internazionale delle forze di polizia italiane, francesi, brasiliane e della Costa d'Avorio contro la 'ndrangheta e la camorra denominata Spaghetti connection che porta all'arresto di 10 persone, di cui 6 italiani residenti nello stato africano per traffico internazionale di cocaina che veniva spedita dal porto di Santos, in Brasile verso Abidjan in Costa d'Avorio.[643]
- Il 18 giugno 2019 si conclude l'operazione Balboa della Guardia di Finanza di Reggio Calabria che arresta 5 persone che lavoravano per conto della cosca Bellocco per l'importazione dal Sud America di eroina da far arrivare nel porto di Gioia Tauro. Gli arresti sono avvenuti nella provincia di Roma, Reggio Calabria e Sassari.[644][645][646]
- Il 25 giugno 2019 si conclude l'operazione Grimilde che porta a 16 ordinanze di custodia cautelare tra cui Francesco Grande Aracri e i figli Salvatore e Paolo accusati a vario titolo di estorsione, usura e riciclaggio ma anche il presidente del consiglio di Piacenza Giuseppe Caruso.[647]
- Il 3 luglio 2019 vengono sequestrati dalla Polizia di Roma beni mobili e immobili del valore di 120 milioni di euro di cui alcuni a Roma, Rignano Flaminio, Morlupo, Campagnano di Roma e Grottaferrata ma anche un fondo patrimoniale e un contratto di rete di impresa ai presunti affiliati Antonio Placido Scriva, Domenico Morabito, Domenico Antonio Mollica, Giuseppe Velonà, Salvatore Ligato delle 'ndrine Morabito-Palamara-Scriva.[648]
- 4 luglio 2019: Operazione Krimisa.[649][650][651]
- 17 luglio 2019: Operazione Altanum contro la cosca Facchineri.[652][653]
- Il 18 luglio 2019 si conclude l'operazione Canadian 'ndrangheta connection nei confronti di 14 presunti esponenti ai Muià, cosca satellite dei Commisso, in cui il Crimine canadese prendeva decisioni che avevano ripercussioni anche in Calabria.[654][655]
- Il 31 luglio 2019 si conclude un blitz della Polizia di Stato, contro la cosca Libri, con 17 arresti per collusione con imprenditori e politici locali, appartenenti al Partito Democratico e a Fratelli d'Italia.[656][657]
- 9 agosto 2019: Operazione Canadian 'ndrangheta connection 2 contro i Muià, cosca satellite dei Commisso.[658][659]
- Il 13 settembre 2019 si conclude l'operazione Crisalide 3 con 28 arresti nei confronti di presunti esponenti dei Cerra-Torcasio-Gualtieri accusati di associazione mafiosa, traffico di stupefacenti tra Lamezia Terme, Nicastro e San Luca ed estorsione.[660][661][662]
- Il 14 ottobre 2019 si conclude l'operazione Ortrhus e vengono arrestate 17 persone riconducibili agli Iozzo-Chiefari, i quali sono accusati a vario titolo di spaccio di marijuana e cocaina, possesso illegale di armi e di attività illecite nel settore edile, del movimento terra, del commercio all'ingrosso di legname e subappalti per la Trasversale delle Serre.[663]
- Il 5 novembre 2019 si conclude l'operazione Cerbero, condotta dai Carabinieri e dalla Guardia di Finanza che ha portato all'arresto di 64 presunti affiliati o fiancheggiatori delle locali di Volpiano e San Giusto Canavese delle 'ndrine dei Barbaro, degli Agresta, Assisi e Catanzariti. Sono accusati a vario titolo di traffico internazionale di droga attraverso la Spagna e approvvigionandosi in Brasile dagli Assisi, di riciclaggio, della gestione illecita di scommesse per Eurobet e trasferimento fraudolento di valori. Vengono sequestrati anche 80 chili di droga.[664][665][666][667]
- Il 30 novembre 2019 si conclude l'operazione Magma che porta all'arresto di 45 persone affiliate o vicine ai Bellocco tra la Calabria, l'Emilia-Romagna, il Lazio e la Lombardia accusate a vario titolo di associazione mafiosa, traffico internazionale di stupefacenti, rapina e detenzione illegale di armi[668]. Erano riusciti ad ottenere appalti per la gestione dei rifiuti nella piana di Gioia Tauro mettendosi anche in contatto con ditte del Nord Italia[668]. Nel litorale laziale tra Anzio e Nettuno si stava muovendo Umberto Bellocco che aveva affidato la gestione delle attività criminali a una persona rivelatasi poi inaffidabile e rimossa dall'incarico[668]. La droga proveniva dal Sud America, dall'area tra Buenos Aires e Montevideo dove vi era Giovanni Di Pietro (alias l'avv. Massimo Pertini) in passato condannato a 30 anni di carcere per sequestro di persona, e referente dell'organizzazione che trattava con i narcos e i colletti bianchi locali.[668]
- Il 12 dicembre 2019 si conclude l'operazione Infectio che porta a 27 provvedimenti contro presunti affiliati dei Trapasso, Mannolo e Zoffreo accusati a vario titolo di traffico di droga insieme ad esponenti della criminalità albanese, estorsioni, truffe a istituti di credito, infiltrazioni nel settore edile e nella politica locale umbra.[669][670]
- Il 12 dicembre 2019 si conclude l'operazione Core Business contro 4 persone dei Commisso, tra cui Cosimo Commisso accusati di associazione mafiosa. Commisso dal 2015 era ai domiciliari a Perugia.[669][670]
- Il 19 dicembre 2019 si conclude l'operazione Rinascita-Scott iniziata nel 2016 che porta all'arresto di 334 persone in particolare nella Provincia di Vibo Valentia tra cui i capi e affiliati di tutte le principali locali di 'ndrangheta vibonese e alleate dei Mancuso, oltre ai Mancuso stessi. Tra gli arrestati ci sono anche esponenti politici tra i quali Giancarlo Pittelli (ex di Forza Italia), Gianluca Callipo, sindaco di Pizzo e presidente dell'ANCI in Calabria, legali tra cui colui che difende Giuseppe Zinnà indagato per riciclaggio dopo essere stato trovato al confine svizzero-italiano il 4 dicembre con un assegno da 100 milioni di euro[671], Filippo Nesci, dirigente dell'urbanistica di Vibo Valentia, Danilo Tripodi impiegato al tribunale di Vibo Valentia, l'imprenditore edile Prestia, il ristoratore Ferrante, ed esponenti della massoneria[672][673][674][675][676].
- 20 dicembre 2019: Operazione Fenice contro i Bonavota.[677][678][679][680]

### 2020
- Il 15 gennaio 2020 si conclude l'operazione Thomas della Guardia di Finanza che arresta l'ex dirigente dell'area tecnica del comune di Cutro (2007-2015) e presidente del CDA della banca di credito cooperativo crotonese, un medico del policlinico di Roma e un imprenditore (sposato con Giovanna Grande Aracri sorella di Nicola Grande Aracri) accusati a vario titolo di associazione di stampo mafioso, abuso d'ufficio e traffico di influenze illecite.[681][682]
- 29 gennaio 2020: Operazione Helianthus contro la cosca Labate.[683]
- Il 4 febbraio 2020 si conclude l'operazione Akhua condotta dai Carabinieri della Provincia di Roma e dalla Guardia Civil della Spagna che arresta 33 membri di 2 organizzazioni criminali, una vicina alla 'Ndrangheta e guidata da Vincenzo Polito e Francesco Filippone e una vicina alla Camorra guidata da Gennaro e Salvatore Esposito dedita al traffico internazionale di stupefacenti. Il traffico passava anche dalla tratta Roma-Cagliari.[684][685]
- 11 febbraio 2020: Operazione Valle dell'Esaro contro la cosca Presta.[686]
- Il 25 febbraio 2020 si conclude l'operazione Eyphemos contro il locale di Sant'Eufemia d'Aspromonte dipendente dagli Alvaro con a capo le famiglie "Carni i cani", "Pajechi", "Merri", "Pallunari", "Testazza" o "Cudalunga", per un totale di 65 ordinanze di custodia cautelare di cui 53 in carcere e 12 agli arresti domiciliari sparse oltre che in Provincia di Reggio Calabria tra Milano, Bergamo, Novara, Lodi, Pavia, Ancona, Pesaro, Urbino e Perugia. La cosca aveva ramificazioni anche in Australia dove un affiliato fu punito per trascuranza. Ancora una volta emergono dalle intercettazioni discussioni sulle doti fino al Vangelo e sui ruoli di capo-locale e contabile del locale.[687][688]
- 26 maggio 2020: Operazione Cemetery Boss contro le cosche Rosmini e Zindato.[689]
- Il 28 maggio 2020 si conclude l'operazione della Guardia di Finanza Waterfront che porta all'arresto di 63 persone, tra cui la presunta ala imprenditoriale dei Piromalli a guida di Francesco Bagalà e Giorgio Morabito, 11 funzionari pubblici, il sequestro di beni del valore di 103 milioni di euro. Vi sarebbero state 63 gare d'appalto truccate, l'ottenimento di opere pubbliche con fondi Pisu e dell'Unione europea con aziende calabresi, siciliane, toscane e campane. L'operazione ha avuto luogo in tutta Italia: Reggio Calabria, Catanzaro, Cosenza, Vibo Valentia, Messina, Palermo, Trapani, Agrigento, Benevento, Avellino, Milano, Alessandria, Brescia, Gorizia, Pisa, Bologna e Roma.[690][691]
- Il 4 giugno 2020 Le Squadre mobili di Verona e Venezia nell'ambito di un'chiesta coordinata dalla Dda di Venezia hanno dato esecuzione a 26 misure cautelari, tra le quali 23 arresti, a carico di un'associazione criminale che agiva nel capoluogo scaligero, riconducibile alla cosca della 'ndrangheta degli Arena-Nicosia di Isola Capo Rizzuto. I reati ipotizzati nell'inchiesta, a vario titolo, sono quelli di associazione mafiosa, truffa, riciclaggio, estorsione, traffico di droga, corruzione, turbata libertà degli incanti, trasferimento fraudolento di beni e fatture false.[692]
- Il 9 giugno 2020 si conclude l'operazione Freeland che porta all'arresto di 20 persone affiliate o facenti riferimento alle 'ndrine degli Italiano-Papalia, Barbaro-Papalia e Alvaro-Macrì-Violi accusate a vario titolo di associazione mafiosa, estorsione, sequestro di persona, spaccio di droga, bancarotta fraudolenta e detenzione illegale di armi. A capo della locale di Bolzano ci sarebbe Mario Sergi ma l'organizzazione avrebbe gestito anche lo spaccio del trevigiano e della città di Padova in Veneto grazie alla collaborazione di Paolo Pasimeni.[693][694]
- 16 giugno 2020: Operazione Libera Fortezza contro i Longo-Versace.[695]
- 24 giugno 2020: Operazione Malefix contro i De Stefano e i Libri.[696]
- 30 giugno 2020: Operazione The Shock contro gli Iamonte.[697]
- Il 30 giugno 2020 si conclude l'operazione Vangelo[698] della DDA di Torino contro presunti esponenti di 'ndrangheta della famiglia Luppino, originaria di Sant'Eufemia d'Aspromonte, a Bra e in provincia di Cuneo, grazie alla collaborazione del pentito Domenico Agresta, tra gli indagati anche 3 carabinieri, 2 poliziotti penitenziari e un dipendente comunale. Si sarebbero occupati di attività quali spaccio di droga da cui si rifornivano a Milano o dalla Calabria, ed anche estorsioni e scambio di voto[699][700]. Il 1º luglio l'assessore alle politiche giovanili Borrelli si dimette.[701]
- 6 luglio 2020: Operazione Quadrato 2 contro i Barbaro e i Papalia.[702]
- 9 luglio 2020: Operazione Pedigree contro i Serraino e i Libri.[703][704]
- 15 luglio 2020: Operazione Taurus[705][706]
- 21 luglio 2020: Operazione Imponimento contro i clan Anello e Fruci.[707][708][709][710]
- 22 luglio 2020: Operazione Koleos contro i Giorgi.[711][712]
- 28 luglio 2020: Operazione Gear[713][714]
- 31 luglio 2020: Operazione Cassa Continua contro la cosca Labate.[715]
- 2 settembre 2020: Operazione Las Vegas contro la cosca Labate.[716]
- 15 settembre 2020: Operazione Ponente Forever contro i Gallico.[717]
- 28 settembre 2020: Operazione Eyphemos 2 contro gli Alvaro.[718]
- 15 ottobre 2020: Operazione Pedigree 2 contro i Serraino.[719]
- 15 ottobre 2020: Operazione Perfido contro i Serraino, gli Iamonte e i Paviglianiti.[720]
- 20 ottobre 2020: Operazione Domingo contro i Giorgi.[721]
- 2 novembre 2020: Operazione Scarface contro i Barbaro-Papalia.[722]
- 19 novembre 2020: Operazione Farmabusiness contro la cosca Grande Aracri.[723][724]

### 2021
- 18 gennaio 2021: Operazione Faust contro i Pesce-Pisano.[725][726]
- 21 gennaio 2021: Operazione Basso Profilo contro i Vrenna-Ciampà-Corigliano-Bonaventura, gli Arena e i Grande Aracri.[727][728][729][730]
- 25 gennaio 2021: Operazione Eleo.[731][732][733][734]
- 10 febbraio 2021: Operazione Golgota contro gli Arena, i Nicoscia e Mannolo.[735][736]
- 16 febbraio 2021: Operazione Metameria.[737][738]
- 16 febbraio 2021: Operazione Kossa contro i Forastefano e gli Abbruzzese.[739][740]
- 16 febbraio 2021: Operazione Enclave.[741][742]
- 23 febbraio 2021: Operazione Orso contro i Vrenna-Ciampà-Corigliano-Bonaventura e i Megna.[743][744]
- 25 febbraio 2021: Operazione Nuovo Corso contro la cosca De Stefano.[745][746]
- 10 marzo 2021: Operazione Katarion contro i Muto.[747][748]
- 12 marzo 2021: Operazione Perseverance contro i Sarcone e i Muto, collegati con i Grande Aracri.[749][750]
- 23 marzo 2021: Operazione Chirone contro le cosche Piromalli e Molè.[751][752][753][754]
- 25 marzo 2021: Operazione Joy's Seaside contro la cosca Brandimarte-De Maio.[755][756]
- 29 marzo 2021: Operazione Big Bang contro le cosche Mannolo, Scerbo, Zoffreo e Falcone.[757][758]
- 8 aprile 2021: Operazione Petrolmafie Spa contro la 'Ndrangheta e la Camorra.[759][760][761][762]
- 15 aprile 2021: Operazione Molo 13 contro i Gallace.[763][764]
- 15 aprile 2021: Operazione Keu contro i Gallace.[765][766][767][768]
- 20 aprile 2021: Operazione Handover Pecunia Olet contro i Pesce.[769][770]
- 3 maggio 2021: Operazione Alibante contro i Bagalà.[771][772][773][774]
- 5 maggio 2021: Operazione Platinum-Dia contro gli Agresta e i Giorgi.[775][776][777][778][779][780]
- 17 maggio 2021: Operazione Anteo contro i Giorgi, i Mancuso, i Soriano, gli Iozzo-Chiefari e i Sia-Procopio.[781][782][783][784]
- 5 giugno 2021: Operazione Spes contra Spem contro i Zagari-Viola-Fazzalari e gli Avignone.[785][786][787][788][789][790]
- 13 luglio 2021: Operazione Geolja contro i Piromalli.[791][792]
- 15 luglio 2021: Operazione Lampetra contro i Nasone-Gaietti.[793][794]
- 9 agosto 2021: Operazione Mercato libero contro i Libri.[795][796]
- 14 settembre 2021: Operazione Crypto contro i Piromalli, i Molè, i Bellocco, i Pesce e i Cacciola-Certo-Pronestì.[797][798]
- 19 ottobre 2021: Operazione Mala Pigna contro i Piromalli.[799][800][801]
- 25 ottobre 2021: Operazione Atto Finale contro i Facchineri.[802][803][804]
- 27 ottobre 2021: Operazione Turos contro i Grande Aracri.[805][806]
- 16 novembre 2021: Operazione Nuova Narcos Europea contro i Molè, i Pesce e i Crea.[807][808][809][810]

### 2022
- L'11 febbraio 2022 vengono arrestate 15 persone dalla Guardia di Finanza di Milano, Varese e Verona, imprenditori vicini agli Arena e ai Nicoscia accusati di associazione a delinquere di stampo mafioso e che erano riusciti ad accaparrarsi gli appalti di manutenzione di Rete Ferroviaria Italiana in Lombardia, Veneto, Abruzzo, Lazio, Sicilia e Campania con false assunzioni ed evasione fiscale.[811][812][813]
- 10 maggio 2022: Operazione Propaggine contro gli Alvaro.[814][815]
- 1º settembre 2022: Operazione Sistema[816][817][818][819][820][821]
- Il 26 ottobre 2022 la Guardia di Finanza di Bologna ha arrestato 23 persone considerate affiliate alle 'ndrine dei Piromalli di Gioia Tauro e dei Mancuso di Limbadi e sequestrato 30 milioni. Gli arrestati sono accusati a vario titolo di: bancarotta fraudolenta, estorsioni, violenza e minacce.[822]
- Il 22 novembre 2022 la Squadra Mobile di Milano su richiesta del sostituto procuratore della Direzione Distrettuale Antimafia, ha arrestato 49 persone ritenute affiliati al clan Bandiera e riconducibili alla locale di Rho, contestando loro una serie di reati che vanno dall'associazione a delinquere di stampo mafioso (il 416 bis) alle estorsioni, dal traffico di cocaina a quello di armi. Durante il blitz sono, infatti, state sequestrate pistole di ogni calibro, mitragliette Skorpion e perfino bombe a mano.[823]
- il 12 dicembre 2022: Operazione Caino la squadra mobile di Milano ha arrestato a Pioltello 10 soggetti accusati a vario titolo di associazione a delinquere di stampo mafioso, traffico di stupefacenti, tentata estorsione, tentato omicidio, ricettazione, porto illegale di armi, furto aggravato, detenzione ai fini di spaccio di sostanze stupefacenti, intestazione fittizia e coercizione elettorale, usura, tutti aggravati dalle modalità mafiose. Gli arrestati apparterrebbero alla locale di ndrangheta Maiolo-Manno. Secondo l’accusa la cosca faceva affari sul trasporto delle salme in piena pandemia Covid e aveva contatti politici.[824]
- 13 dicembre 2022: Operazione Blu Notte contro i Bellocco, i Pesce e gli Spada.[825][826][827][828][829][830]

### 2023
- 26 gennaio 2023: Operazione Olimpo contro i Mancuso, i La Rosa, gli Accorinti e il Grande[831][832][833].
- 31 marzo 2023: 6 persone, presunte appartenenti ad un'associazione per delinquere finalizzata alla commissione di reati di natura economica e che avrebbero agevolato cosche di 'ndrangheta di Legnano-Lonate Pozzolo (Varese) e Vibo Valentia, sono state arrestate dai finanzieri dei Nuclei di Polizia Economico-Finanziaria di Varese e Milano, in un'inchiesta della Dda milanese coordinata dai pm. Dalle indagini è emerso che i clan avrebbero avuto "interessi ramificati nel settore della sanità lombarda, in relazione alle attività connesse all'emergenza sanitaria da Covid 19, con particolare riferimento a forniture di materiale sanitario ed esecuzione di tamponi da parte di soggetti a ciò non professionalmente autorizzati".[834]
- 20 aprile 2023: I Carabinieri del comando provinciale di Torino hanno eseguito 9 misure cautelari in carcere emesse dal gip del tribunale su richiesta della Direzione distrettuale antimafia della procura di Torino nei confronti di altrettanti soggetti accusati di associazione di tipo mafioso, nonché truffa aggravata, estorsione, ricettazione, usura, violenza privata e detenzione e porto illegale di armi aggravati dal metodo mafioso nonché ritenuti appartenenti alla cosca Alvaro, nata a Sinopoli, in Calabria, e poi radicata in Piemonte, nella zona di Ivrea e Chivasso.[835]
- Il 3 maggio 2023 si conclude l'operazione Eureka contro i Nirta-Strangio e i Morabito che porta all'arresto di 108 persone. L'operazione ha contato oltre 150 perquisizioni in otto Paesi Ue e ha riguardato anche Francia, Germania, Belgio, Spagna, Portogallo, Romania e Slovenia. Il blitz è collegato ad altre due inchieste a Milano e Genova. Il blitz ha colpito in particolare le cosche Nirta-Strangio di San Luca e Morabito di Africo. Decine di perquisizioni sono state effettuate anche in Belgio, dove ci sono stati in totale 13 arresti. In Germania sono stati effettuati arresti e perquisizioni nei Land della Baviera, Renania settentrionale-Vestfalia, Renania-Palatinato, Saarland e Turingia ed eseguiti 30 mandati d'arresto. Nel corso delle indagini sono stati registrati i contatti tra le cosche più rilevanti del mandamento ionico reggino con esponenti del clan del Golfo, l'organizzazione paramilitare colombiana impegnata nel narcotraffico internazionale. L'inchiesta è partita nel giugno 2019, grazie al raccordo tra i carabinieri e la polizia federale belga che stava investigando su alcuni soggetti ritenuti vicini alla cosca Nirta di San Luca attiva a Genk. In un primo momento, era orientata verso alcuni esponenti della famiglia Strangio, detti "Fracascia", riconducibili alla cosca Nirta. Progressivamente è stata estesa a diverse famiglie della Locride, interessando anche il locale di Bianco. I soldi del narcotraffico venivano riciclati nei settori della ristorazione, del turismo e immobiliare. L'inchiesta ha anche fatto luce sulla latitanza del boss Rocco Morabito, detto "Tamunga", già latitante di massima pericolosità inserito nel programma speciale di ricerca del Viminale, arrestato dai carabinieri in Brasile nel 2021, insieme a Vincenzo Pasquino, all'epoca latitante per la Dda di Torino.[836]
- Il 9 maggio 2023 i Carabinieri del comando provinciale di Cosenza con il coordinamento della Direzione distrettuale antimafia di Catanzaro hanno dato esecuzione a 37 ordinanze di custodia cautelare nei confronti di soggetti ritenuti appartenenti ai clan Tundis e Calabria attivi nell'area compresa tra Paola, Belmonte, San Lucido e Longobardi. I delitti contestati sono l'associazione mafiosa, l'estorsione, la tentata estorsione aggravata, il trasferimento fraudolento di valori, la detenzione e il porto di armi e il traffico di sostanze stupefacenti (cocaina, marijuana e hashish). a consorteria mafiosa imponeva il pagamento del "pizzo" alle imprese impegnate nei lavori pubblici e alle aziende private che lavoravano nel settore dell'edilizia. Non solo: ai clan dovevano pagare dazio commercianti e imprenditori piccoli e grandi operanti nei settori più svariati. Al gruppo dominante dovevano inoltre rivolgersi tutti i pusher della zona, pena gravi conseguenze.[837]
- Il 10 maggio 2023 si conclude l'operazione Mastrale-Carthago con 61 arresti da parte dei Carabinieri di Vibo Valentia[838]. Nel corso delle attività investigative è stato documentato come elementi della criminalità organizzata avrebbero condizionato e indirizzato le scelte di alcuni dirigenti medici dell’Asp di Vibo Valentia, anche mediante accordi corruttivi, facendo valere il peso “contrattuale” ed elettorale dell’articolazione 'ndranghetistica di appartenenza. In particolare, è emerso l’interesse della Locale di Mileto e della famiglia Fiaré di San Gregorio d'Ippona nella gestione del servizio di vettovagliamento per gli ospedali di Vibo Valentia, Serra San Bruno e Tropea. Sono state accertate poi presunte infiltrazioni all’interno dell’amministrazione comunale di Cessaniti, dove un funzionario “aggiustava” una graduatoria di un concorso pubblico, per assumere un dirigente amministrativo ritenuto vicino alla locale di Zungri. È stato altresì accertato un pervicace sistema di estorsioni ai danni di coltivatori della Cipolla Rossa IGP di Tropea e di attività commerciali attive nel settore turistico-alberghiero della Costa degli Dei. Sono state sequestrate nel corso dell’attività numerose armi, tra cui fucili, pistole - molte delle quali con matricola abrasa - e un fucile mitragliatore AK-47 Kalashnikov, nonché un ingente quantitativo di munizioni di vario calibro. I fermati sono stati associati in carcere a disposizione dell'Autorità Giudiziaria.
- Il 30 maggio 2023 si conclude, con l'esecuzione di 41 ordinanze di custodia cautelare (37 in carcere, 3 agli arresti domiciliari e un obbligo di dimora), l'operazione Aspromonte Emiliano della Guardia di Finanza di Bologna. Nel corso delle indagini, grazie all’acquisizione delle chat criptate intrattenute tramite la piattaforma Sky ECC (smantellata nel 2021 a seguito di un’operazione di un Joint Investigation Team sotto l’egida di Europol) è emerso come in Emilia-Romagna fossero operativi numerosi soggetti ritenuti contigui alla 'ndrangheta reggina e crotonese; secondo gli investigatori, al vertice dell’associazione vi sarebbe stato Giuseppe Romeo, alias Maluferru, latitante in Spagna dal 2018 e tratto in arresto a marzo 2021, soggetto in grado di gestire carichi di stupefacente nell’ordine delle centinaia di chilogrammi al mese, in affari con potenti cartelli Sudamericani (fra cui il Primeiro Comando da Capital brasiliano e organizzazioni criminali colombiane, peruviane, messicane e boliviane) e alcuni dei più noti e pericolosi latitanti italiani. Secondo le indagini, Romeo avrebbe affidato la gestione di parte del mercato italiano ai promotori dell’associazione, soggetti calabresi da anni residenti nel Parmense e nel Reggiano che, avvalendosi di basi logistiche dislocate in varie regioni (Calabria, Lazio e Lombardia), di corrieri e di imprese compiacenti, erano in grado di occuparsi dei traffici illeciti della cosca in tutta la Penisola: sono stati infatti ricostruiti approvvigionamenti e cessioni per quantitativi che sfiorano i 1.200 kg di cocaina, i 450 kg di hashish e i 95 kg di marijuana, che hanno fruttato decine di milioni di euro, riciclati anche grazie ad una rete di soggetti di nazionalità cinese attraverso il fei ch’ien (sistema “informale” di trasferimento di denaro simile alla hawala). Oltre alle 41 ordinanze di custodia cautelare, è stato eseguito il sequestro di beni per un valore complessivo stimato di oltre 51 milioni di euro[839][840].
- Il 25 ottobre 2023 si conclude l'operazione Hydra con 153 indagati e l'arresto di 11 persone, tutti ritenuti legati al clan Fidanzati (Palermo), al mandamento di Castelvetrano (Trapani) e ai Rinzivillo di Gela (Caltanissetta) di Cosa Nostra, alle locali di Lonate Pozzolo (i Rispoli) e di Desio (i Crea e gli Iamonte) della 'Ndrangheta e al clan campano-romano dei Senese, accusati a vario titolo di estorsione, truffa, riciclaggio, detenzioni di armi, traffico e distribuzione di stupefacenti e investimenti in edilizia attraverso l'ecobonus, l'ortomercato della città di Milano e parcheggi di ospedali[841]. Secondo la ricostruzione della Direzione distrettuale antimafia di Milano, rigettata dal Gip Tommaso Perna, questi gruppi criminali avrebbero fatto parte di un unico "consorzio", ribattezzato dal pm Alessandra Cerreti e dal procuratore Marcello Villa “sistema mafioso lombardo”, nato per condividere affari e il controllo del territorio in Lombardia.[841] Nell'ottobre 2024 il Tribunale del riesame conferma la presenza di un sodalizio tra le diverse propaggini mafiose italiane operanti in Lombardia per la gestione di affari illeciti ma non il concetto di confederazione mafiosa che dovrebbe invece avere una connotazione nazionale[842].

### 2024
- 14 maggio 2024: Operazione contro i Lanzino-Patitucci, gli Abbruzzese e i Ruà[843][844].
- Il 7 novembre 2024 i Carabinieri del Comando Provinciale di Catanzaro arrestano 59 persone. Gli indagati sono accusati a vario titolo di associazione di tipo ’ndranghetistico, associazione a delinquere finalizzata al traffico di sostanze stupefacenti, anche aggravata dalle modalità e finalità mafiose, oltre a numerosi delitti, anche aggravati dalle modalità e finalità mafiose.[845]
- Il 5 dicembre 2024 Polizia, Carabinieri e Guardia di Finanza arrestano a Brescia 25 persone con vari accuse tra cui estorsioni, traffico di armi e stupefacenti, ricettazione, usura e scambio elettorale politico - mafioso.[846]

### 2025
- Il 1 aprile 2025 in un'operazione congiunta contro la ‘ndrangheta eseguita dalla Polizia italiana e tedesca sotto le direttive delle Procure di Catanzaro e Stoccarda, vengono eseguite complessivamente 29 misure cautelari. Secondo quanto emerso dalle indagini la 'ndrina dei Greco di Cariati avrebbe imposto l'acquisto di prodotti ortofrutticoli provenienti dalla Calabria agli imprenditori italiani presenti a Stoccarda.[847]